# Ubuntu
Ubuntu – kompletna dystrybucja systemu operacyjnego GNU/Linux, przeznaczona głównie do zastosowań biurowych i domowych (ang. desktop). Powstała również wersja serwerowa oraz na netbooki. Rozwój tej ostatniej zakończył się w 2011 roku, gdyż zdecydowano o połączeniu wydań dla komputerów biurowych i domowych z wersją dla netbooków, jednocześnie dodając nową powłokę graficzną – Unity – będącą nakładką na popularnego GNOME.
Ubuntu opiera się na dystrybucji Debian (w wersji Bullseye) i jest rozwijane na serwisie Launchpad. Projekt sponsorowany jest przez przedsiębiorstwo Marka Shuttlewortha Canonical Ltd. oraz Ubuntu Foundation. Według sondaży online w 2012 Ubuntu był najpopularniejszą dystrybucją GNU/Linuksa na komputerach osobistych. Jednak Ubuntu jest również popularne na serwerach i w chmurze. Ubuntu wydawane jest w regularnych, sześciomiesięcznych odstępach czasowych.
Słowo ubuntu pochodzi z języków plemion Zulu i Xhosa zamieszkujących południową Afrykę i oznacza „człowieczeństwo wobec innych”. Głównym celem dystrybucji jest dostarczenie użytkownikom domowym kompletnego, otwartego systemu, który będzie łatwy w obsłudze oraz jednocześnie stabilny, niezawodny i nowoczesny.
Oprócz Ubuntu korzystającego ze środowiska GNOME z nakładką Unity istnieje kilka wariantów innych dystrybucji, które różnią się wykorzystywanym środowiskiem graficznym oraz podstawowym zestawem pakietów. Do najpopularniejszych z nich należą Kubuntu korzystający ze środowiska KDE i Xubuntu korzystający ze środowiska Xfce. Istnieją także Lubuntu ze środowiskiem LXDE w starszych wersjach i ze środowiskiem LXQT w nowszych wersjach, oraz Fluxbuntu ze środowiskiem Fluxbox. Xubuntu, Lubuntu i Fluxbuntu to lżejsze pod względem zużycia zasobów sprzętowych alternatywy dla Ubuntu i Kubuntu.

## Historia
Pierwotna nazwa projektu Ubuntu to no-name-yet.com.
Pierwsze wydanie Ubuntu ukazało się 20 października 2004 jako tymczasowa odmiana dystrybucji Debian GNU/Linux. Jej początkowym celem było stworzenie własnego, sześciomiesięcznego cyklu wydawniczego. Projekt stopniowo ewoluował i uniezależniał się. W przeciwieństwie do innych dystrybucji opartych na Debianie, Ubuntu pozostało jednak wierne jego filozofii, która zakłada wykorzystanie wyłącznie wolnego oprogramowania. Dwie kolejne wersje, 5.04 „Hoary Hedgehog” (7 kwietnia 2005) i 5.10 „Breezy Badger” (13 października 2005), przyniosły systemowi sukces, jakiego nie spodziewali się sami jego autorzy, wyprzedzając popularnością m.in. Debiana, Fedorę i SuSE. Ponieważ interfejs Unity różni się od interfejsu GNOME, Canonical postanowił pozostawić do niego dostęp, jednak został on domyślnie usunięty w wersji 11.10. Canonical w 2014 roku zapowiedziało wejście na rynek smartfonów i tabletów. Mark Shuttleworth ogłosił plan, zgodnie z którym do końca 2015 roku Ubuntu miało posiadać 200 milionów użytkowników desktopów. 7 kwietnia 2017 roku na swoim koncie Google+ Mark Shuttleworth ogłosił porzucenie prac nad Ubuntu Touch, serwerem Mir i środowiskiem Unity oraz ustanowienie środowiska GNOME 3 jako domyślne od wersji Ubuntu 18.04 LTS, która została wydana w 2018 roku. Wersja Ubuntu oznaczona numerem 17.10 (Artful Aardvark) nie posiada już środowiska Unity, które zostało porzucone na rzecz środowiska GNOME.

## Cechy dystrybucji
- Ustawienia domyślne i wykrywanie sprzętu – instalacja i konfiguracja sprzętu odbywa się bez konieczności podejmowania działań ze strony użytkownika;
- Uproszczona administracja – uzyskana dzięki graficznym konfiguratorom, systemowi zarządzania oprogramowaniem apt-get oraz szerokiemu wykorzystaniu mechanizmu sudo (podobnie, jak ma to miejsce w Mac OS X);
- Ubuntu domyślnie jest oparte na środowisku graficznym GNOME[7], lecz istnieją również warianty oparte na innych środowiskach graficznych.
- Wsparcie dla osób niepełnosprawnych, internacjonalizacja (tłumaczenie) wszystkich komponentów dystrybucji;
- Centrum Oprogramowania Ubuntu – aplikacja domyślnie instalowana w systemie służąca do prostej instalacji programów;
- Wsparcie techniczne – Canonical za odpowiednią opłatą zapewnia 18-miesięczny okres wsparcia dla każdego z wydań (wydania LTS – ang. long-term support – wsparcie długoterminowe do 5 lat wsparcia dla poprawek bezpieczeństwa dla serwerów oraz dla instalacji biurowych).

## Komponenty
Oprogramowanie wchodzące w skład Ubuntu zostało podzielone na cztery sekcje zwane komponentami. Celem takiego podziału jest oddzielenie od siebie aplikacji różniących się poziomem wsparcia ze strony Ubuntu oraz sposobem licencjonowania.
|              | wolne oprogramowanie | niewolne oprogramowanie |
| wspierane    | main                 | restricted              |
| niewspierane | universe             | multiverse              |

- Sekcja main to tylko te aplikacje, które spełniają wymagania licencyjne Ubuntu i są wspierane przez zespół projektu. Z założenia ma zawierać oprogramowanie najważniejsze z punktu widzenia użytkownika. Aplikacje wchodzące w skład tej sekcji posiadają pełne wsparcie ze strony Canonical.
- Sekcja restricted zawiera oprogramowanie niezbędne lub istotne dla pracy lub funkcjonalności systemu, lecz opublikowane na licencji niezgodnej z wymogami Ubuntu. Są to np. sterowniki kart graficznych.
- Sekcja universe obejmuje szeroki obszar oprogramowania, które posiada przyjazną licencję, lecz nie jest wspierane przez główny zespół Ubuntu. Wydzielenie tej sekcji wynika z tego, że Canonical Ltd. nie jest w stanie zapewnić pełnego wsparcia technicznego dla wszystkich programów. Pakiety znajdujące się w tej sekcji tworzone są przez podmioty niezależne od głównego zespołu Ubuntu.
- Sekcja multiverse zawiera oprogramowanie na licencji niezgodnej z wymogami Ubuntu i nie wspierane przez zespół Ubuntu.

Poza oficjalnymi sekcjami istnieje także sekcja backports, która zawiera wybrane pakiety z nowszych wersji dystrybucji.

## Społeczność
Społeczność Ubuntu skupia się m.in. na forach, grupach dyskusyjnych oraz sieci IRC.

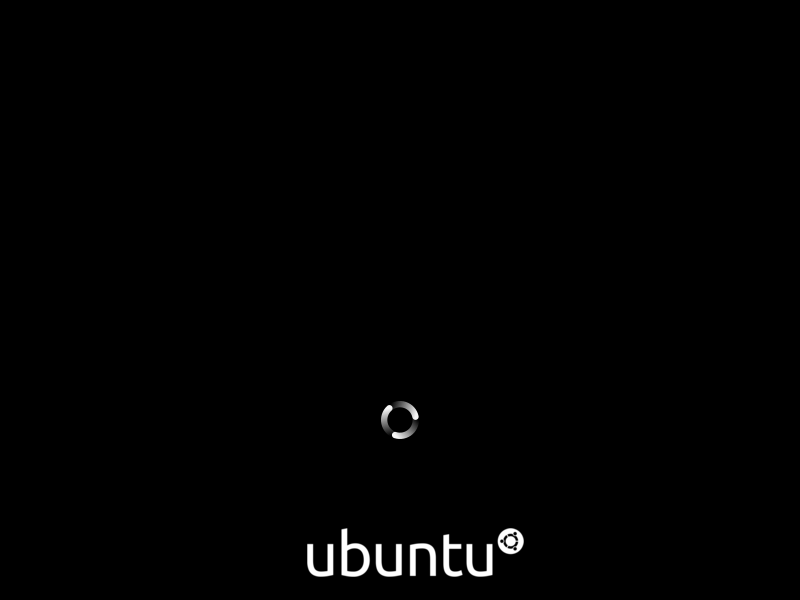
Animacja wyświetlana przy starcie systemu Ubuntu

Wszystkie oficjalne kanały sieci IRC Ubuntu znajdują się na serwerach sieci Freenode. Do największych należą kanały pomocy #ubuntu i #kubuntu. Prowadzone są również dyskusje dotyczące rozwoju dystrybucji i jej przyszłego kształtu (#ubuntu-devel, #ubuntu-meeting), użytkownicy chcący zgłosić błędy, mogą zrobić to na #ubuntu-bugs. Istnieje także kilkadziesiąt mniejszych kanałów, zazwyczaj będących kanałami regionalnymi lub poświęconymi ściśle określonym tematom. Polscy użytkownicy mogą uzyskać pomoc na kanale #ubuntu-pl.

## Popularność
Według stanu na rok 2010 Ubuntu najprawdopodobniej był najpopularniejszą na świecie dystrybucją systemu GNU/Linux i prawdopodobnie był trzecim pod względem liczby użytkowników systemem (za Microsoft Windows i Apple Mac OS X). W 2010 wiadomo było, że liczba użytkowników systemu jest już dużo większa niż podawane osiem milionów. W kwietniu 2010 roku Canonical ogłosiło, że wersję testową ich systemu zainstalowało 12 milionów użytkowników (10.04 Beta 2).

## Wymagania sprzętowe
Wymagania systemowe różnią się między różnymi wersjami Ubuntu. Dla głównej dystrybucji Ubuntu (w wersji 22.04.3 LTS) zalecane jest:
- Dwurdzeniowy procesor 2 GHz lub lepszy,
- 4 GB pamięci RAM,
- 25 GB wolnego miejsca (nie dotyczy Live CD),
- Karta graficzna obsługująca rozdzielczość przynajmniej 1024x768,
- Port USB lub odtwarzacz DVD (w celu stworzenia nośnika instalacyjnego),
- Opcjonalny dostęp do Internetu.

Dla wolniejszych komputerów przeznaczane są inne wersje, jak Lubuntu czy Xubuntu.

## Warianty

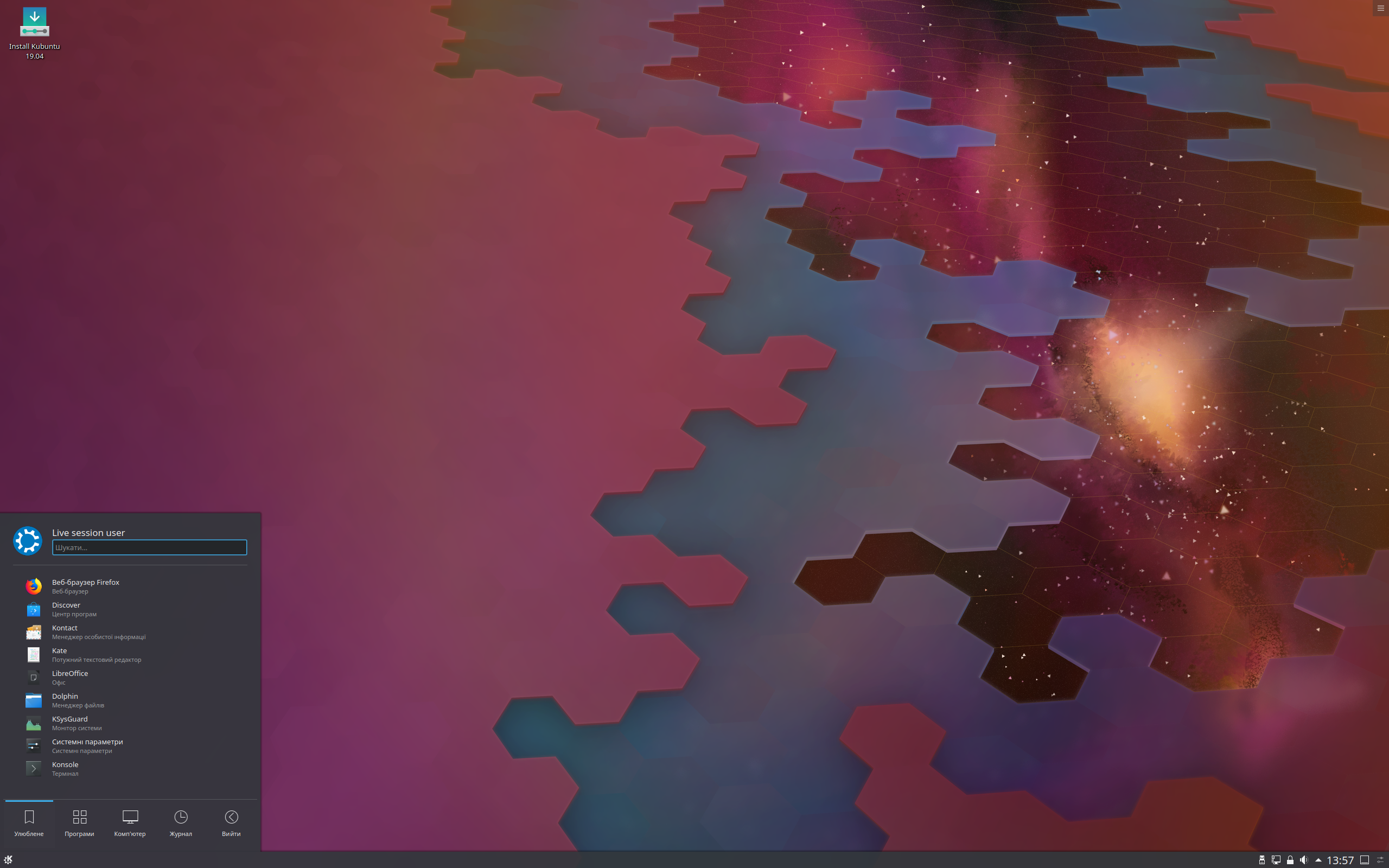
Kubuntu 19.04 „Disco Dingo”

Poza wiodącym Ubuntu, istnieje kilka innych wariantów dystrybucji, które różnią się podstawowym zestawem pakietów zamieszczonych na płycie instalacyjnej. Są one wydawane równocześnie z Ubuntu i podobnie jak pierwowzór korzystają z tych samych repozytoriów paczek i mieszczą się na jednej płycie CD.

### Oficjalne
- Edubuntu – dystrybucja przeznaczona dla szkół, uczniów i nauczycieli. Edubuntu wykorzystuje środowisko GNOME, a także takie komponenty jak kdeedu (programy edukacyjne tworzone w ramach KDE), GCompris oraz pakiet LibreOffice[10];
- Eeebuntu – wersja przeznaczona dla netbooków firmy ASUS z serii Eee PC;
- Gobuntu – odmiana Ubuntu składająca się tylko z wolnego oprogramowania. Ostatnie stabilne wydanie pochodzi z kwietnia 2008 roku dystrybucja nie jest już rozwijana;
- Kubuntu Netbook Remix – wersja przeznaczona dla netbooków ze środowiskiem graficznym KDE;
- Kubuntu – dystrybucja o podobnych założeniach co Ubuntu, oparta jednak na środowisku KDE[11];
- Lubuntu – dystrybucja o podobnych założeniach co Ubuntu, oparta jednak na środowisku Lightweight X11 Desktop Environment LXDE[12][13];
- Mythbuntu[14] – wersja dla komputerów typu HTPC. Ostatnie stabilne wydanie pochodzi z października 2017 roku dystrybucja nie jest już rozwijana;
- Ubuntu Touch – wersja przeznaczona dla telefonów, tabletów ARM i komputerów 2w1 z ekranem dotykowym;
- Ubuntu MATE - dystrybucja o podobnych założeniach co Ubuntu, korzystająca z interfejsu MATE opartego na GNOME 2;
- Ubuntu Budgie – dystrybucja o podobnych założeniach co Ubuntu, oparta jednak na środowisku Budgie;
- Ubuntu Cinnamon – (oficjalna od 20 kwietnia 2023 roku) odmiana Ubuntu wraz ze środowiskiem graficznym Cinnamon[15];
- Ubuntu Enterprise Cloud – wydanie serwerowe skierowane do pracy w chmurze obliczeniowej;
- Ubuntu GNOME – edycja dystrybucji Ubuntu z domyślnie zaimplementowanym środowiskiem graficznym GNOME. Ostatnie stabilne wydanie pochodzi z października 2017 roku dystrybucja nie jest już rozwijana;
- Ubuntu Kylin – wersja Ubuntu stworzona specjalnie dla chińskich użytkowników[16];
- Ubuntu Netbook Remix – (obecnie Ubuntu Netbook Edition) odmiana Ubuntu przeznaczona dla urządzeń typu netbook[17];
- Ubuntu Mobile Internet Device (MID) Edition[18];
- Ubuntu Server Edition – przeznaczona dla serwerów poczty email, www, DNS, baz danych i wielu innych. W odróżnieniu od standardowego Ubuntu, Server Edition zajmuje mniej miejsca na płycie instalacyjnej oraz ma mniejsze wymagania systemowe (500 MB wolnego miejsca na dysku i 64 MB RAM). Instalacja odbywa się w trybie tekstowym[19];
- Ubuntu Studio – (oficjalna od 10 maja 2007 roku) odmiana przeznaczona specjalnie do zastosowań multimedialnych. Zawiera duży zbiór oprogramowania służącego do obróbki dźwięku, grafiki oraz wideo;
- Ubuntu Unity - (oficjalna od 20 października 2022 roku) odmiana Ubuntu wraz ze środowiskiem graficznym Unity[20];
- Xubuntu — oparta na lekkim i szybkim środowisku graficznym Xfce. Xubuntu powstało z myślą o użytkownikach starszych komputerów; do sprawnego działania wystarczy procesor klasy Pentium II oraz 64 MB pamięci RAM. Jest stosunkowo młodą odmianą, pierwsze oficjalne wydanie ukazało się wraz z Ubuntu 6.06 LTS (czerwiec 2006)[21];

### Nieoficjalne
- nUbuntu – jej główne zastosowanie to testowanie bezpieczeństwa komputerów pracujących w sieci. nUbuntu jest oparte na minimalistycznym środowisku Fluxbox, w jej skład wchodzą m.in. sniffery i skanery bezpieczeństwa;
- Ubuntu Christian Edition – chrześcijańska wersja Ubuntu. Oprócz elektronicznego Pisma Świętego zawiera m.in. oprogramowanie filtru rodzinnego pomocne w ochronie rodziny przed pornografią internetową;
- Ubuntu Satanic Edition – wersja posiadająca mroczny motyw pulpitu oraz ostry metalowy temat dźwiękowy;
- DellUbuntu – Ubuntu zmodyfikowane specjalnie do Laptopów firmy Dell bazująca na UNR;
- Fluxbuntu – podobnie jak nUbuntu, oparte na lekkim menedżerze okien Fluxbox, jednak skierowane do zwykłych użytkowników. Ostatnia wydana stabilna wersja pochodzi z października 2007 roku, dystrybucja nie jest już rozwijana;
- Ubuntudde - Ubuntu wraz z środowiskiem graficznym deepin, strona internetowa.

### Nieoficjalne dystrybucje w fazie rozwoju
- andLinux – dystrybucja uruchamiana bezpośrednio z poziomu systemu Windows;
- Elbuntu – wykorzystuje szybkie i jednocześnie atrakcyjne graficznie środowisko Enlightenment. Data wydania stabilnego Ebuntu jest uzależniona od postępu prac nad najnowszą wersją tego środowiska, jednak już teraz można wypróbować wersje livecd z instalatorem;
- Embedded Ubuntu – przeznaczone dla urządzeń przenośnych takich jak palmtopy, smartfony i telefony komórkowe nowej generacji;
- U-lite – wykorzystuje minimalistyczne środowisko LXDE;
- Netrunner – dystrybucja bazująca na Ubuntu zawiera środowisko graficzne KDE;
- Ubuntu Ultimate Edition – dopracowany Ubuntu ze zmienionym wyglądem;
- Ubuntu GNOME Shell Remix – Ubuntu z domyślnym środowiskiem graficznym GNOME Shell (GNOME3)[22];
- Mubuntu – modyfikacja Ubuntu ze środowiskiem graficznym MATE[23].

### Remiksy
Społeczność użytkowników tworzy też własne warianty dystrybucji zwane remiksami. Zazwyczaj mają one zmieniony domyślny język i dodane/usunięte niektóre pakiety – są z tego powodu bardziej przystosowane dla lokalnych społeczności. Często w takich dystrybucjach można spotkać kodeki nie umieszczone w standardowej wersji Ubuntu.

### Dystrybucje pochodne
- Linux Mint  – charakteryzuje się bardziej liberalnym podejściem do oprogramowania własnościowego;
- Elementary OS – posiada środowisko Pantheon, wyglądem przypominające Aqua z macOS.

### Wydania
Nowe wersje dystrybucji Ubuntu ukazują się co pół roku. Każda z wersji posiada swój numer oraz nazwę kodową. Numer wersji jest datą jej wydania (według zapisu rok.miesiąc). Nazwy wydań składają się z epitetu, który określa nazwę zwierzęcia. Oba słowa rozpoczynają się od tej samej litery, a każde kolejne wydanie otrzymuje następną literę alfabetu. W przypadku nazw polskich remiksów przyjęło się dodatkowo, że zwierzę musi być ptakiem.
Poniżej przedstawiona jest tabela zawierająca podstawowe informacje o wydanych i planowanych wersjach Ubuntu.
| Legenda:                          | Legenda:                       | Legenda:        | Legenda:                | Legenda:         |
| --------------------------------- | ------------------------------ | --------------- | ----------------------- | ---------------- |
| wersja przestarzała; niewspierana | wersja przestarzała; wspierana | aktualna wersja | aktualna wersja testowa | wersja planowana |

| Wersja             | Nazwa kodowa      | Nazwa testowa | Polskie tłumaczenie                  | Nazwa polskiej wersji | Data wydania | Wsparcie do                                                 | Pobierz                               |
| ------------------ | ----------------- | ------------- | ------------------------------------ | --------------------- | ------------ | ----------------------------------------------------------- | ------------------------------------- |
| 4.10               | Warty Warthog     | Sounder       | Piegowaty Guziec                     | -                     | 2004-10-20   | 2006-04-30                                                  | –                                     |
| 5.04               | Hoary Hedgehog    | Array         | Sędziwy Jeż                          | -                     | 2005-04-08   | 2006-10-31                                                  | –                                     |
| 5.10               | Breezy Badger     | Colony        | Serdeczny Borsuk                     | -                     | 2005-10-13   | 2007-04-13                                                  | –                                     |
| 6.06 LTS           | Dapper Drake      | Flight        | Elegancki Kaczor                     | -                     | 2006-06-01   | 2009-07-14 (wersja biurkowa), 2011-06-01 (wersja serwerowa) | –                                     |
| 6.06.1 LTS         | Dapper Drake      | Flight        | Elegancki Kaczor                     | -                     | 2006-08-10   | 2009-07-14 (wersja biurkowa), 2011-06-01 (wersja serwerowa) | –                                     |
| 6.06.2 LTS         | Dapper Drake      | Flight        | Elegancki Kaczor                     | -                     | 2008-01-21   | 2009-07-14 (wersja biurkowa), 2011-06-01 (wersja serwerowa) | –                                     |
| 6.10 (polska 6.12) | Edgy Eft          | Knot          | Zakręcona Traszka / Kanciasty Tryton | Elokwentny Emu        | 2006-10-26   | 2008-04-25                                                  | –                                     |
| 7.04 (polska 7.05) | Feisty Fawn       | Herd          | Rozbrykany Jelonek                   | Frywolny Fulmar       | 2007-04-19   | 2008-10-19                                                  | –                                     |
| 7.10               | Gutsy Gibbon      | Tribe         | Gibki Gibon                          | Grymaśny Gąsiorek     | 2007-10-18   | 2009-04-18                                                  | –                                     |
| 8.04 LTS           | Hardy Heron       | Alpha         | Śmiała Czapla                        | Hoża Hawajka          | 2008-04-24   | 2011-05-12 (wersja biurkowa), 2013-05-09 (wersja serwerowa) | CD/DVD: U CD: K E                     |
| 8.04.1 LTS         | Hardy Heron       | Alpha         | Śmiała Czapla                        | Hoża Hawajka          | 2008-07-03   | 2011-05-12 (wersja biurkowa), 2013-05-09 (wersja serwerowa) | DVD: U K E (tylko źródła)             |
| 8.04.2 LTS         | Hardy Heron       | Alpha         | Śmiała Czapla                        | Hoża Hawajka          | 2009-01-22   | 2011-05-12 (wersja biurkowa), 2013-05-09 (wersja serwerowa) | –                                     |
| 8.04.3 LTS         | Hardy Heron       | Alpha         | Śmiała Czapla                        | Hoża Hawajka          | 2009-07-16   | 2011-05-12 (wersja biurkowa), 2013-05-09 (wersja serwerowa) | –                                     |
| 8.04.4 LTS         | Hardy Heron       | Alpha         | Śmiała Czapla                        | Hoża Hawajka          | 2010-01-29   | 2011-05-12 (wersja biurkowa), 2013-05-09 (wersja serwerowa) | –                                     |
| 8.10               | Intrepid Ibex     | Alpha         | Nieustraszony Koziorożec             | Intrygująca Iranka    | 2008-10-30   | 2010-04-30                                                  | DVD: U K E (tylko źródła) CD: U K X E |
| 9.04               | Jaunty Jackalope  | Alpha         | Żwawy Rogaty Zając                   | Jurny Jarząbek        | 2009-04-23   | 2010-10-23                                                  | CD: U K X E S M ARM                   |
| 9.10               | Karmic Koala      | Alpha         | Karmiczny Koala                      | Karmelkowy Koliberek  | 2009-10-29   | 2011-04-30                                                  | –                                     |
| 10.04 LTS          | Lucid Lynx        | Alpha         | Świetlisty Ryś                       | Lśniący Lamparcik     | 2010-04-29   | 2013-05-09 (wersja biurkowa), 2015-04-30 (wersja serwerowa) | CD: U K X                             |
| 10.04.1 LTS        | Lucid Lynx        | Alpha         | Świetlisty Ryś                       | Lśniący Lamparcik     | 2010-08-17   | 2013-05-09 (wersja biurkowa), 2015-04-30 (wersja serwerowa) | CD: U K                               |
| 10.04.2 LTS        | Lucid Lynx        | Alpha         | Świetlisty Ryś                       | Lśniący Lamparcik     | 2011-02-18   | 2013-05-09 (wersja biurkowa), 2015-04-30 (wersja serwerowa) | –                                     |
| 10.04.3 LTS        | Lucid Lynx        | Alpha         | Świetlisty Ryś                       | Lśniący Lamparcik     | 2011-07-21   | 2013-05-09 (wersja biurkowa), 2015-04-30 (wersja serwerowa) | –                                     |
| 10.04.4 LTS        | Lucid Lynx        | Alpha         | Świetlisty Ryś                       | Lśniący Lamparcik     | 2012-01-26   | 2013-05-09 (wersja biurkowa), 2015-04-30 (wersja serwerowa) | –                                     |
| 10.10              | Maverick Meerkat  | Alpha         | Niezależna Surykatka                 | Malinowa Mandarynka   | 2010-10-10   | 2012-04-10                                                  | CD: U K X                             |
| 11.04              | Natty Narwhal     | Alpha         | Zgrabny Narwal                       | Niebiańska Nimfa      | 2011-04-28   | 2012-10-28                                                  | CD: U K X                             |
| 11.10              | Oneiric Ocelot    | –             | Oniryczny Ocelot                     | –                     | 2011-10-13   | 2013-05-09                                                  | CD: U K X E S M                       |
| 12.04 LTS          | Precise Pangolin  | –             | Precyzyjny Łuskowiec                 | Przyjazny Puchacz     | 2012-04-26   | 2017-04-28                                                  | CD: U K X E S M                       |
| 12.04.1 LTS        | Precise Pangolin  | –             | Precyzyjny Łuskowiec                 | Przyjazny Puchacz     | 2012-08-23   | 2017-04-28                                                  | CD: U K X E S M                       |
| 12.04.2 LTS        | Precise Pangolin  | –             | Precyzyjny Łuskowiec                 | Przyjazny Puchacz     | 2013-01-31   | 2017-04-28                                                  | CD: U K X E S M                       |
| 12.04.3 LTS        | Precise Pangolin  | –             | Precyzyjny Łuskowiec                 | Przyjazny Puchacz     | 2013-08-23   | 2017-04-28                                                  | CD: U K X E S M                       |
| 12.04.4 LTS        | Precise Pangolin  | –             | Precyzyjny Łuskowiec                 | Przyjazny Puchacz     | 2014-01-24   | 2017-04-28                                                  | CD: U K X E S M                       |
| 12.10              | Quantal Quetzal   | –             | Kwantowy Kwezal                      | –                     | 2012-10-18   | 2014-05-16                                                  | DVD: U                                |
| 13.04              | Raring Ringtail   | –             | Zapalona Kotofretka                  | –                     | 2013-04-25   | 2014-01-27                                                  | DVD: U K X E KL                       |
| 13.10              | Saucy Salamander  | –             | Zuchwała Salamandra                  | –                     | 2013-10-17   | 2014-07-17                                                  | DVD: U K X E KL                       |
| 14.04 LTS          | Trusty Tahr       | –             | Wierny Tar                           | Triumfalna Turkawka   | 2014-04-17   | 2024-04                                                     | DVD: U K X E KL                       |
| 14.10              | Utopic Unicorn    | –             | Utopijny Jednorożec                  | –                     | 2014-10-23   | 2015-07-23                                                  | DVD: U                                |
| 15.04              | Vivid Vervet      | –             | Barwna Werweta                       | –                     | 2015-04-23   | 2016-02-04                                                  | DVD: U K X KL                         |
| 15.10              | Wily Werewolf     | –             | Przebiegły Wilkołak                  | –                     | 2015-10-22   | 2016-07-28                                                  | –                                     |
| 16.04 LTS          | Xenial Xerus      | –             | Gościnna Afrowiórka                  | –                     | 2016-04-21   | 2026-04                                                     | DVD: U K L                            |
| 16.04.1 LTS        | Xenial Xerus      | –             | Gościnna Afrowiórka                  | –                     | 2016-07-21   | 2026-04                                                     | DVD: U K KL                           |
| 16.04.2 LTS        | Xenial Xerus      | –             | Gościnna Afrowiórka                  | –                     | 2017-02-16   | 2026-04                                                     | DVD: U K KL                           |
| 16.04.3 LTS        | Xenial Xerus      | –             | Gościnna Afrowiórka                  | –                     | 2017-10-01   | 2026-04                                                     | DVD: X                                |
| 16.04.4 LTS        | Xenial Xerus      | –             | Gościnna Afrowiórka                  | –                     | 2018-02-28   | 2026-04                                                     | DVD: X                                |
| 16.10              | Yakkety Yak       | –             | Rozgadany Jak                        | –                     | 2016-10-13   | 2017-07-20                                                  | DVD: U K KL                           |
| 17.04              | Zesty Zapus       | –             | Zwinna Skoczomyszka                  | –                     | 2017-04-13   | 2018-01-13                                                  | DVD: U K KL                           |
| 17.10              | Artful Aardvark   | –             | Pomysłowy Mrównik                    | –                     | 2017-10-19   | 2018-07-19                                                  | DVD: U K KL                           |
| 18.04 LTS          | Bionic Beaver     | –             | Bioniczny Bóbr                       | –                     | 2018-04-26   | 2023-04                                                     | DVD: U K KL X                         |
| 18.10              | Cosmic Cuttlefish | –             | Kosmiczna Mątwa                      | –                     | 2018-10-18   | 2019-07-18                                                  | DVD: U K KL X                         |
| 19.04              | Disco Dingo       | –             | Dyskotekowy Dingo                    | –                     | 2019-04-18   | 2020-01-23                                                  | DVD: U K KL X                         |
| 19.10              | Eoan Ermine       | –             | Poranny Gronostaj                    | –                     | 2019-10-17   | 2020-07                                                     | DVD: U K KL X                         |
| 20.04 LTS          | Focal Fossa       | -             | Ogniskowa Fossa                      | -                     | 2020-04-23   | 2025-04                                                     | DVD: U X                              |
| 20.10              | Groovy Gorilla    | -             | Klawy Goryl                          | -                     | 2020-10-22   | 2021-07                                                     | DVD: U X                              |
| 21.04              | Hirsute Hippo     | -             | Włochaty Hipopotam                   | -                     | 2021-04-22   | 2022-01                                                     | DVD: U X                              |
| 21.10              | Impish Indri      | -             | Figlarny Indrys                      | -                     | 2021-10      | 2022-07                                                     | DVD: U                                |
| 22.04 LTS          | Jammy Jellyfish   | -             | Lepka Meduza                         | -                     | 2022-04      | 2027-04                                                     | DVD: U X                              |
| 22.10              | Kinetic Kudu      | -             | Kinetyczny Kudu                      | -                     | 2022-10-20   | 2023-07                                                     | DVD: U X                              |
| 23.04              | Lunar Lobster     | -             | Księżycowy Homar                     | -                     | 2023-04-20   | 2024-01                                                     | -                                     |
| 23.10              | Mantic Minotaur   | -             | Mantyczny Minotaur                   | -                     | 2023-10-12   | 2024-07                                                     | DVD: U                                |
| 24.04 LTS          | Noble Numbat      | -             | Szlachetny Mrówkożer                 | -                     | 2024-04-25   | 2029-05-31                                                  |                                       |
| 24.10              | Oracular Oriole   | -             | Wróżąca Wilga                        | -                     | 2024-10-10   | 2025-07                                                     |                                       |
| 25.04              | Plucky Puffin     | -             | Dzielny Maskonur                     | -                     | 2025-04-17   | 2026-01                                                     |                                       |

## Darmowe płyty
Firma Canonical oferowała darmowe płyty z Ubuntu i pokrywała koszty ich wysyłki – każdy mógł zamówić tłoczone płyty z Ubuntu i Kubuntu na stronach ShipIt Ubuntu oraz ShipIt Kubuntu. To właśnie między innymi dzięki temu Ubuntu zyskało sobie tak wielką popularność. Dawniej istniała także możliwość zamówienia Edubuntu.

### Zmiany
Wraz ze wzrostem zainteresowania systemem operacyjnym Ubuntu oraz programem ShipIt, firma Canonical, mając na uwadze koszty, z jakimi wiąże się dystrybucja darmowych płyt, wprowadziła pewne zmiany dotyczące wysyłki nośników. Od wydania 9.10 grupą docelową programu ShipIt stają się użytkownicy dopiero zaczynający prace z Ubuntu, w dalszej kolejności lokalne społeczności oraz użytkownicy mający wkład w rozwój systemu. Zwykli użytkownicy posiadający już konta w serwisie ShipIt i wcześniej korzystający z opcji wysyłki, nie będą mogli złożyć zamówienia na wydanie 9.10 i 10.04.

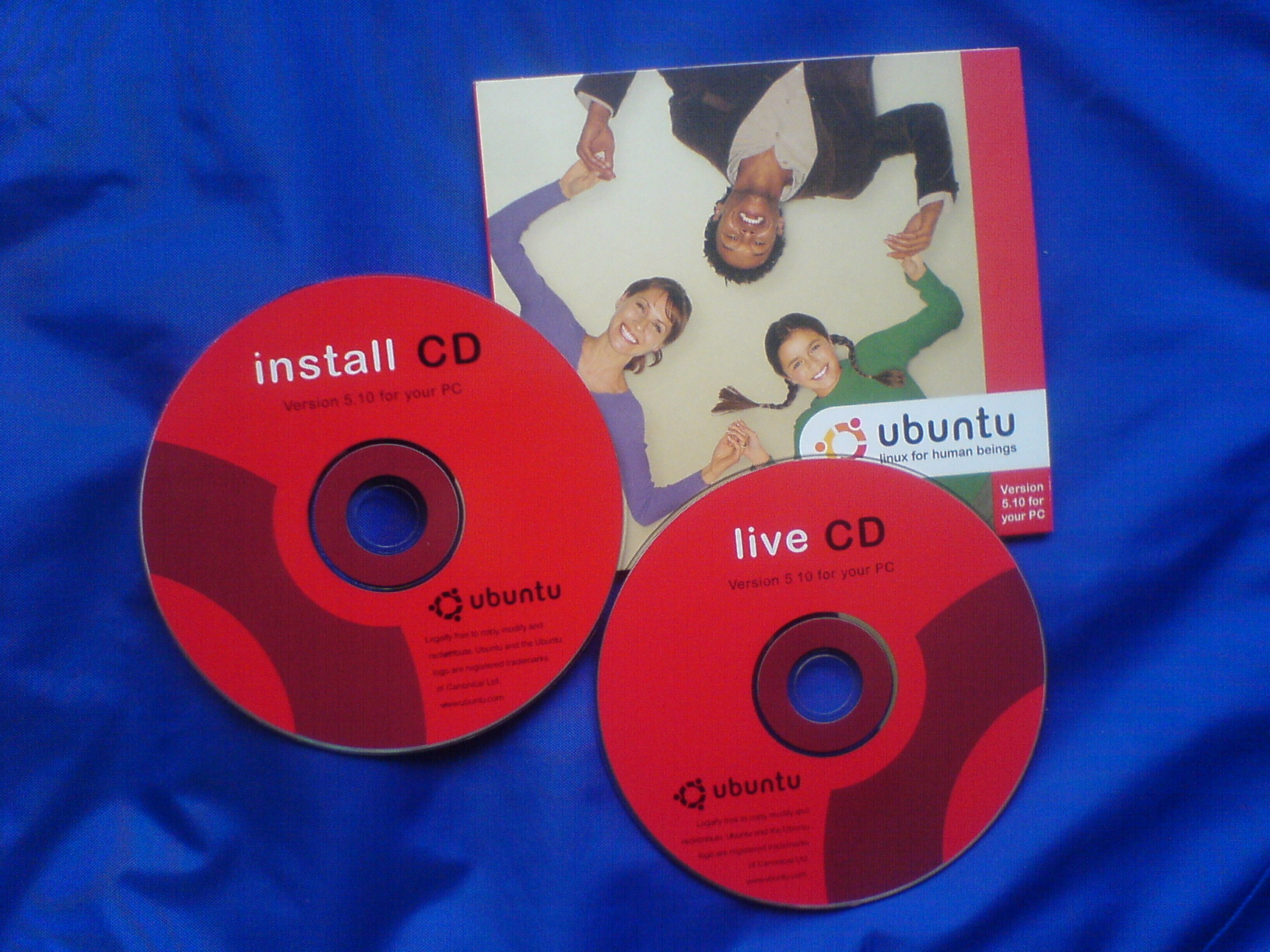
Płyty z Ubuntu 5.10
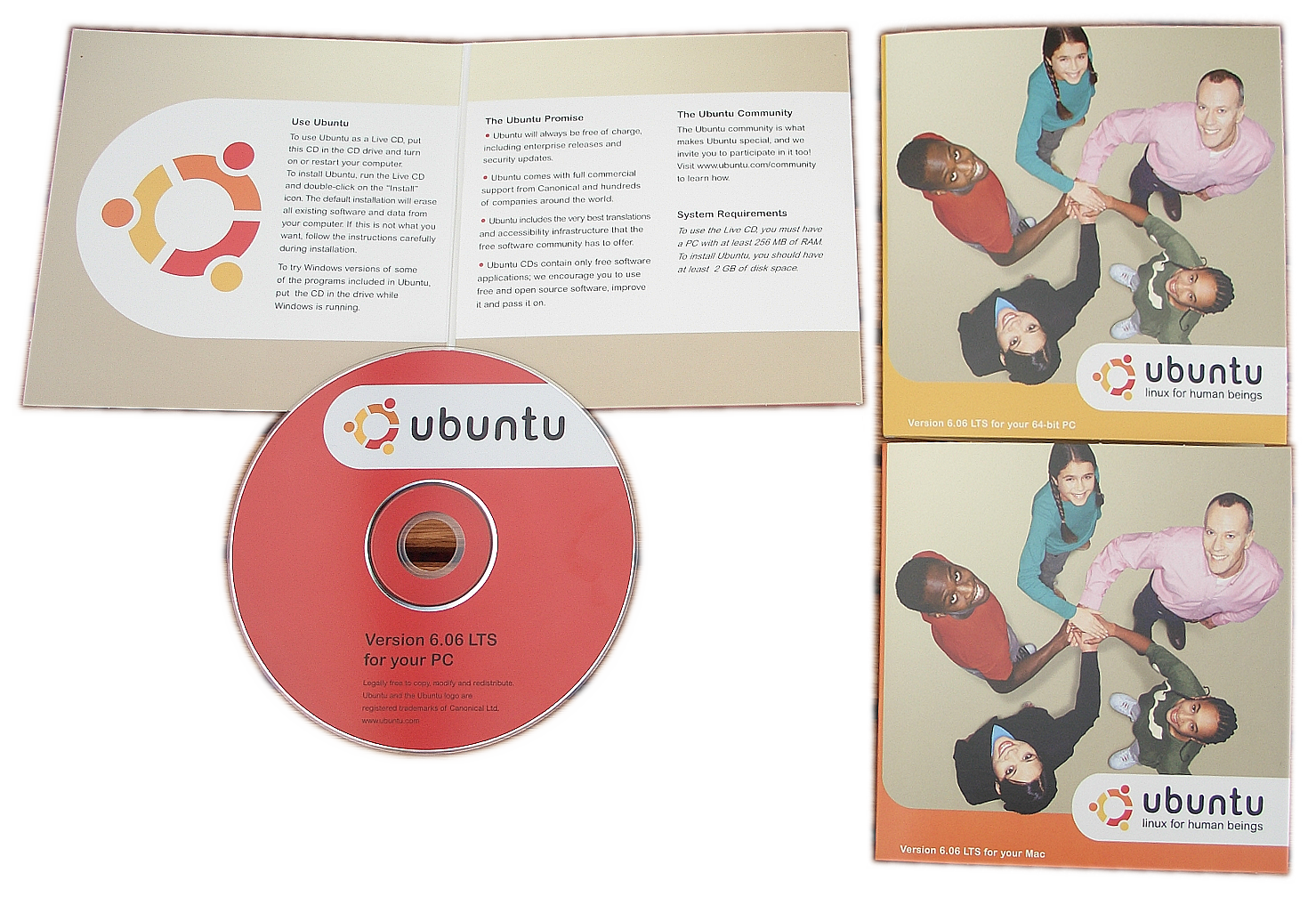
Płyty z Ubuntu 6.06
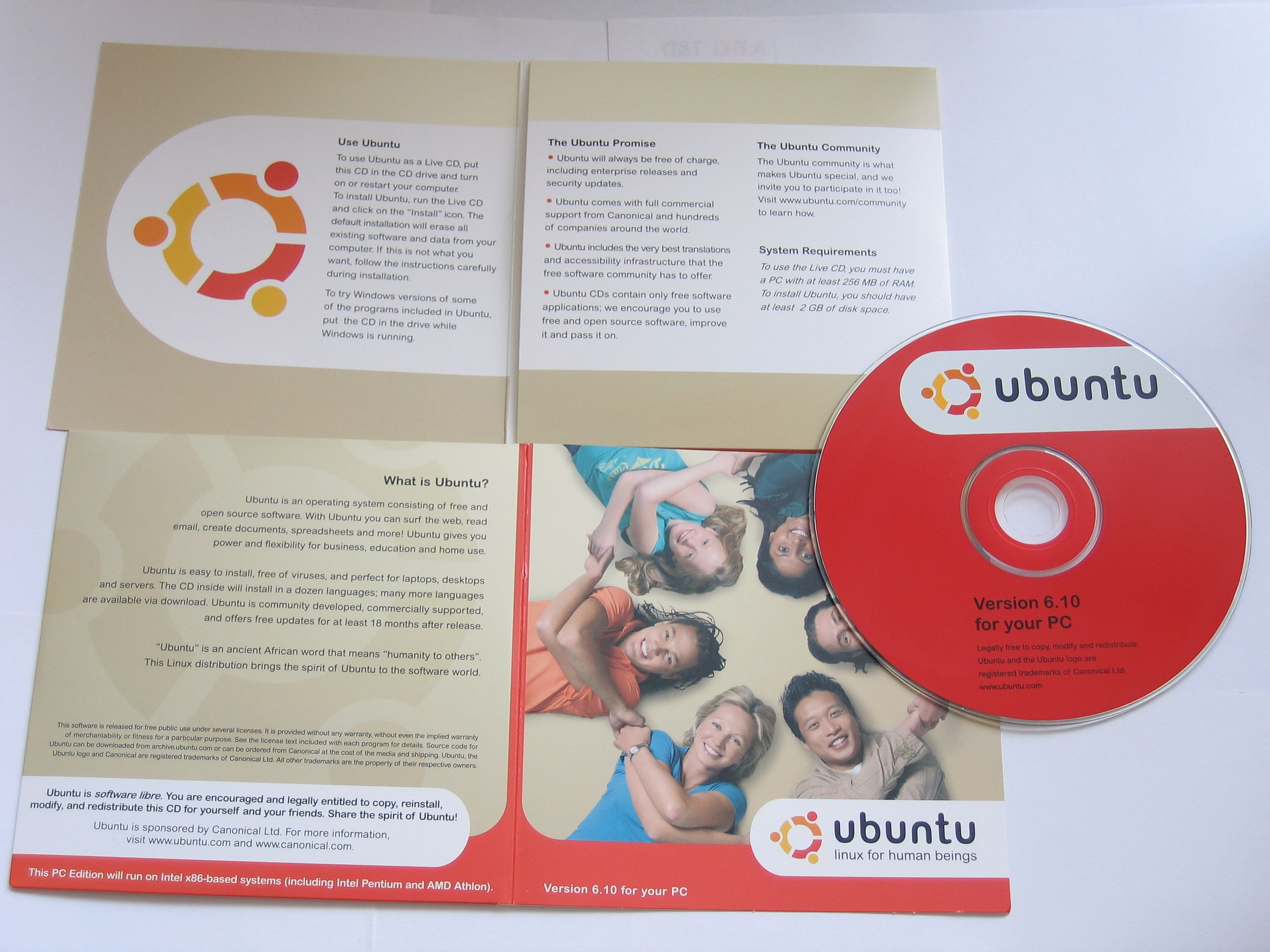
Płyty z Ubuntu 6.10
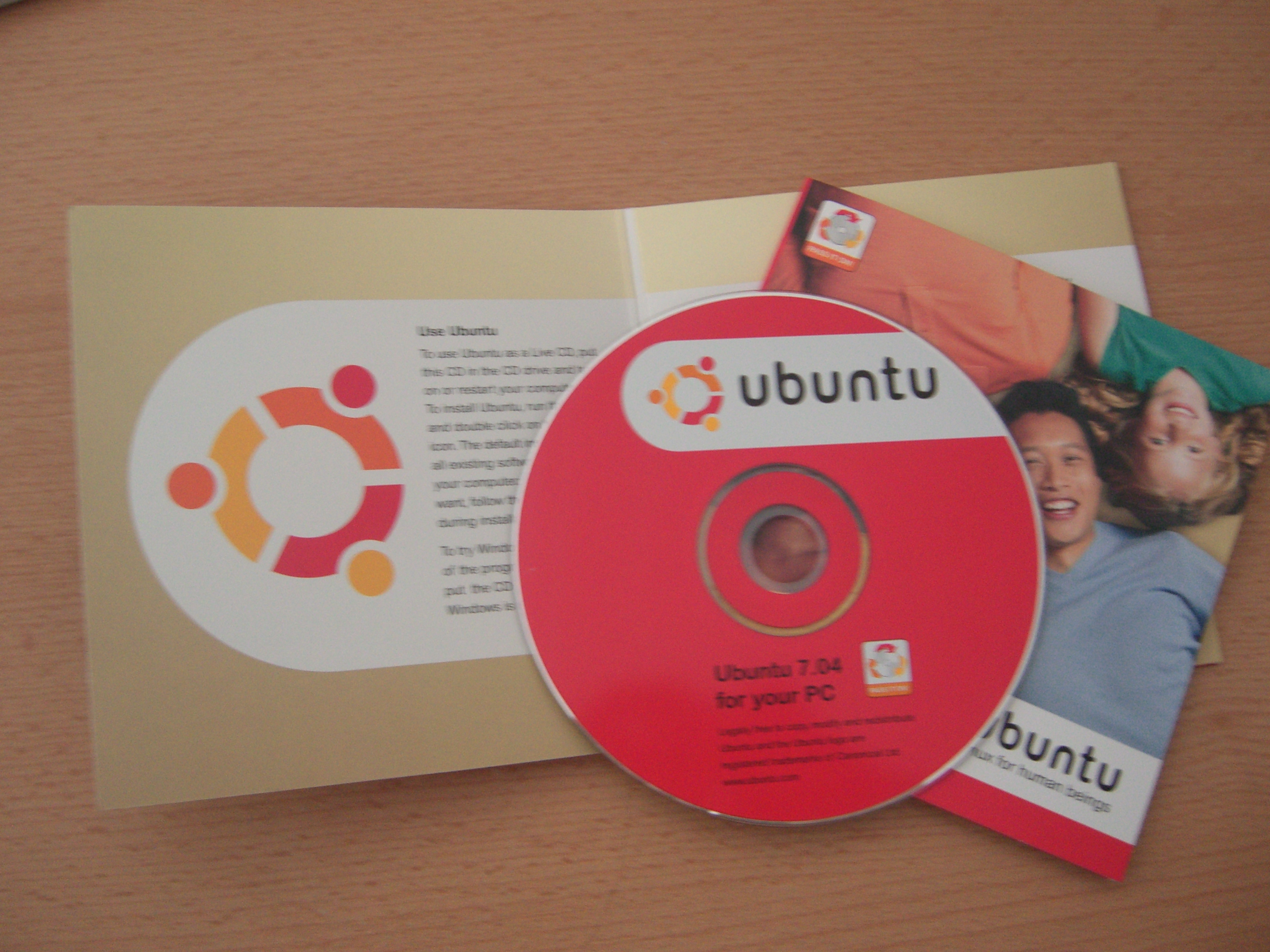
Płyta z Ubuntu 7.04
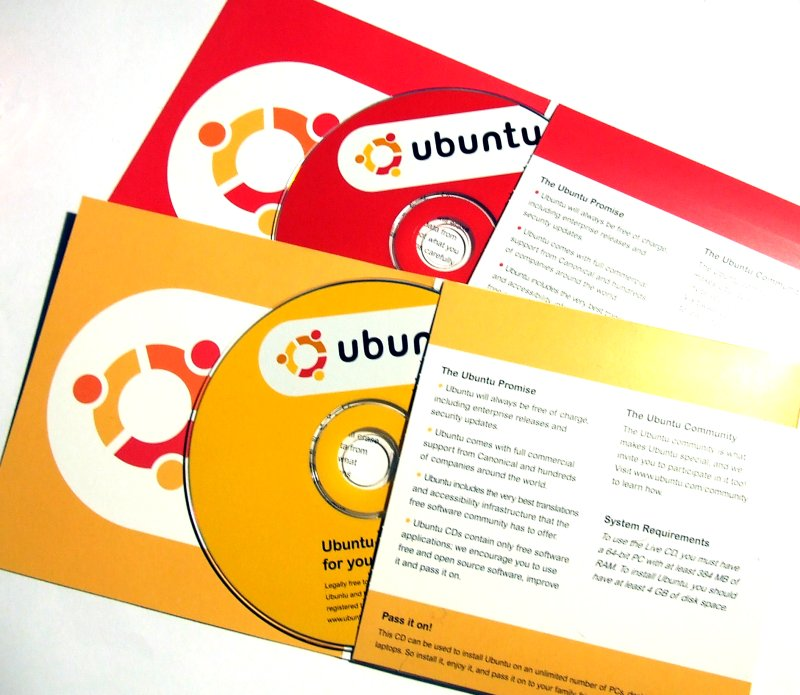
Płyty z Ubuntu 7.10
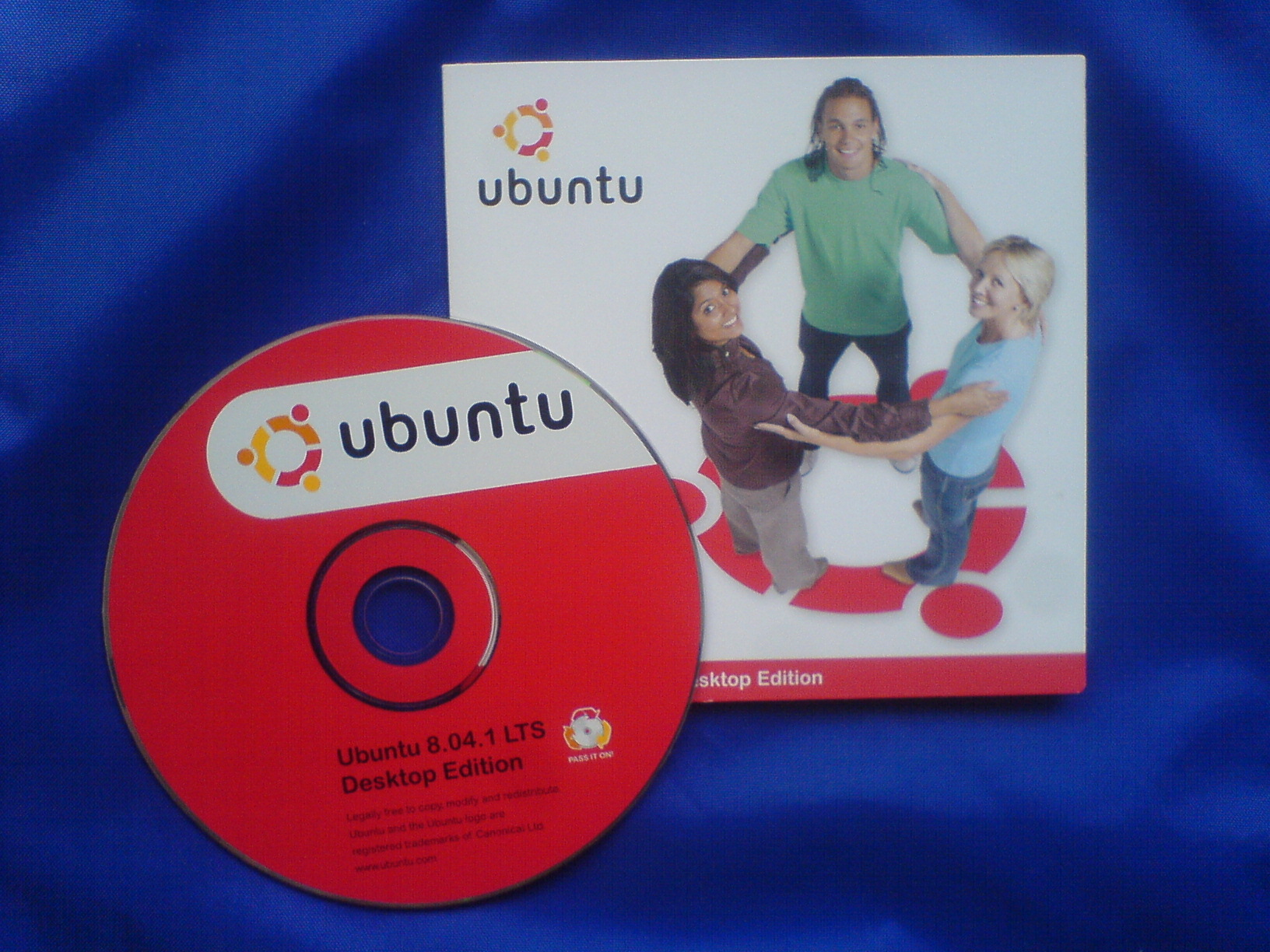
Płyta z Ubuntu 8.04.1
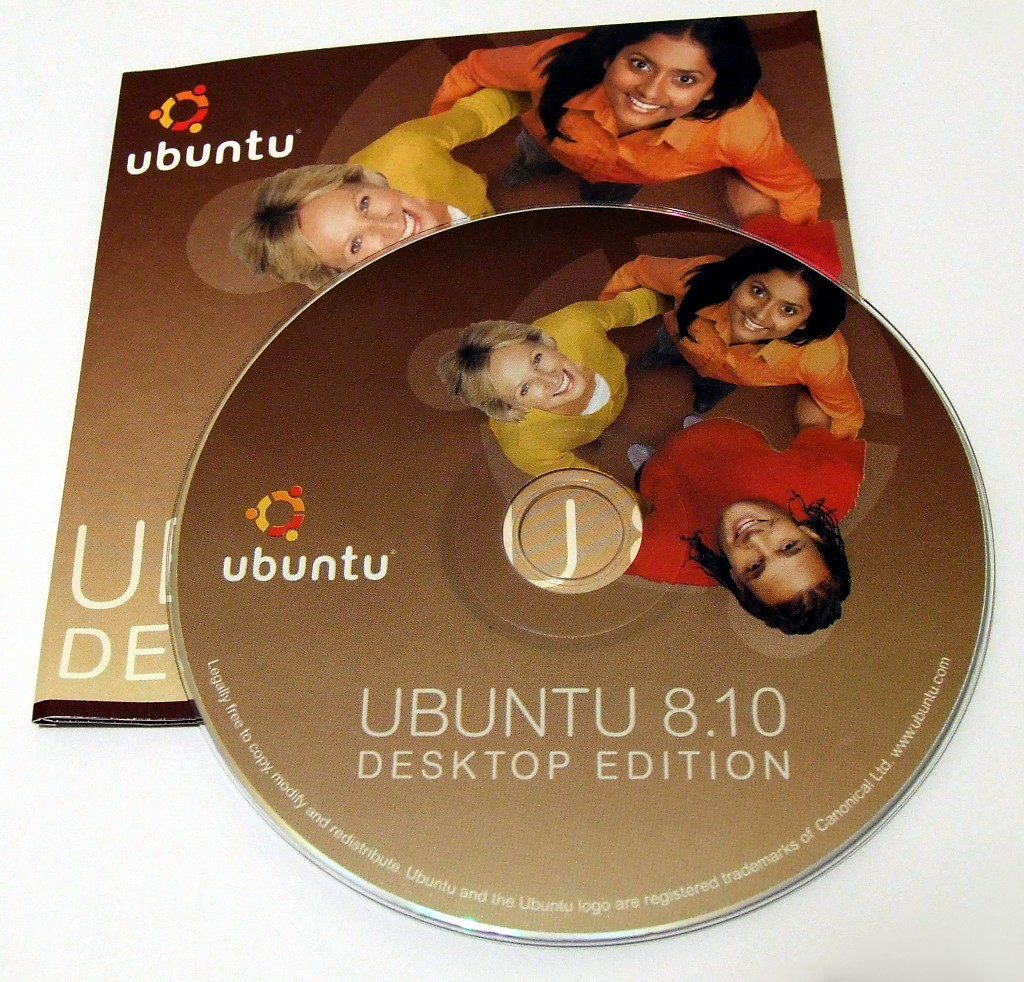
Płyta z Ubuntu 8.10
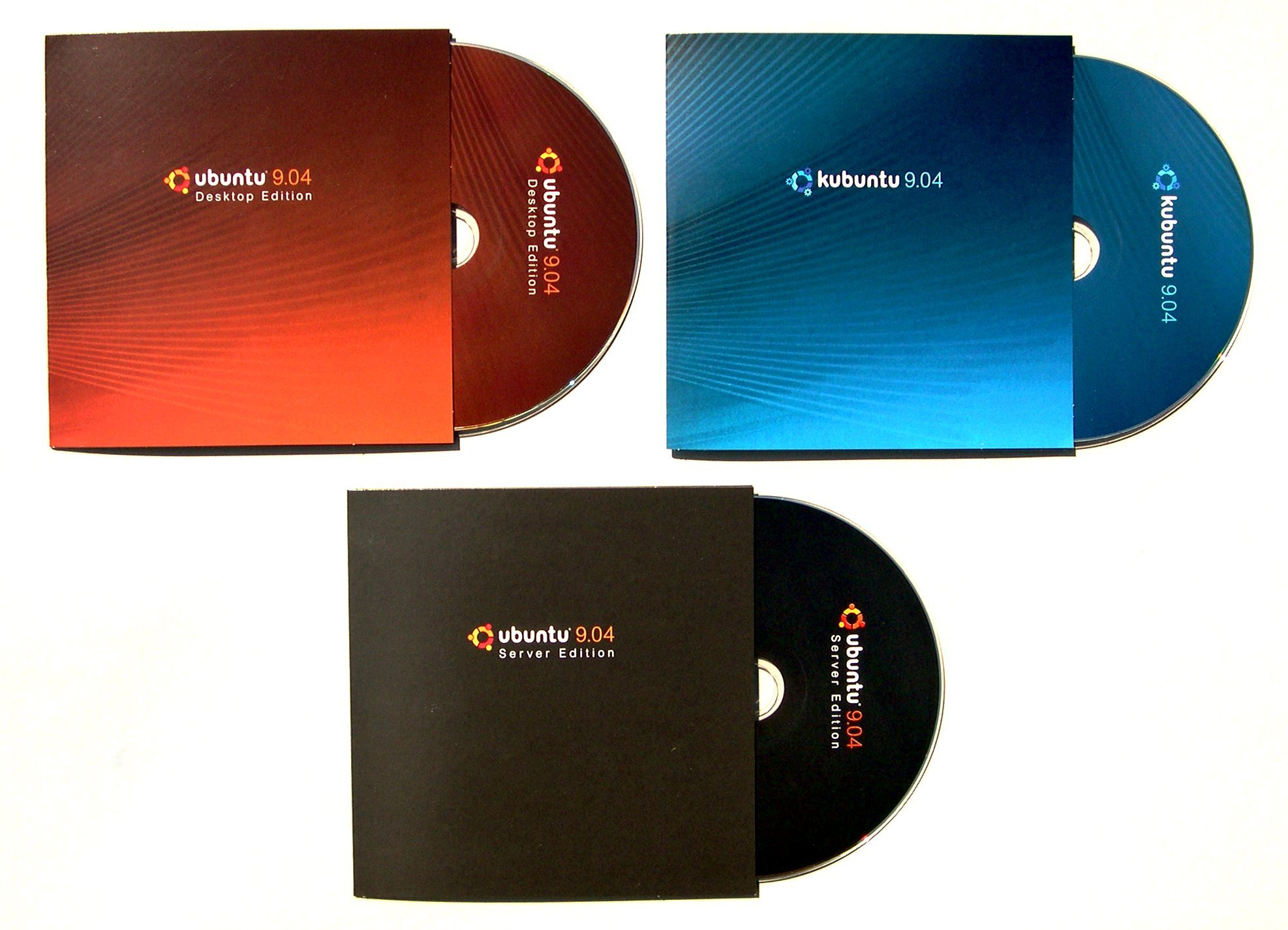
Płyty z Ubuntu 9.04
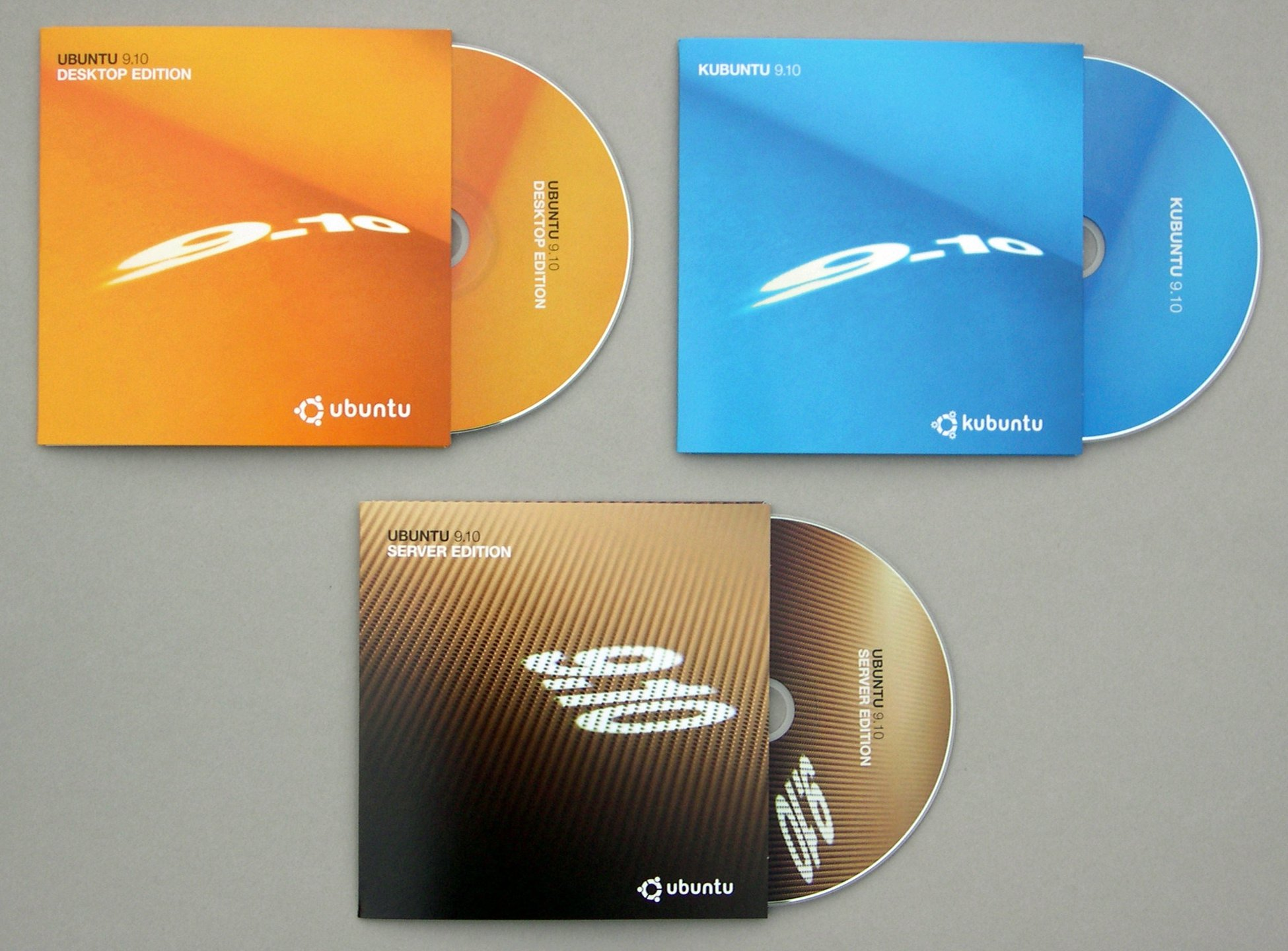
Płyty z Ubuntu 9.10
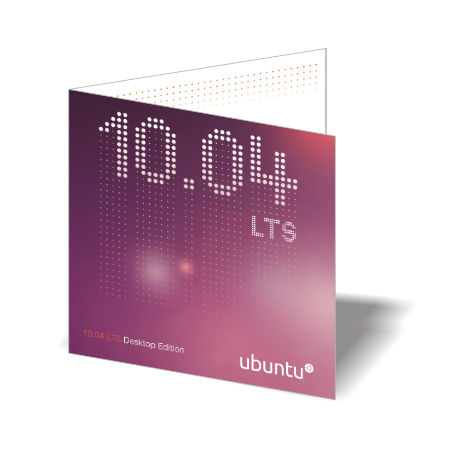
Płyta z Ubuntu 10.04
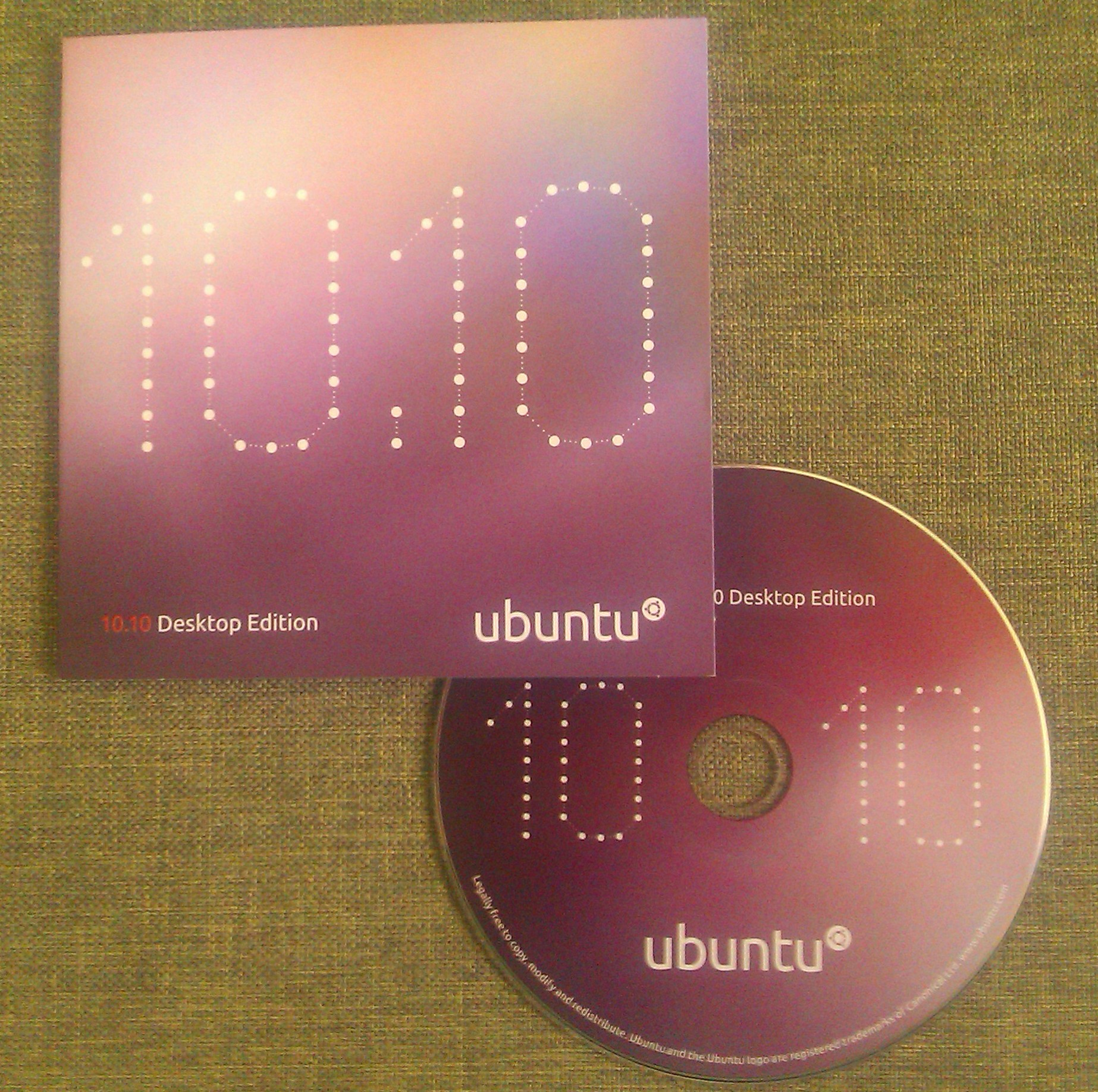
Płyta z Ubuntu 10.10
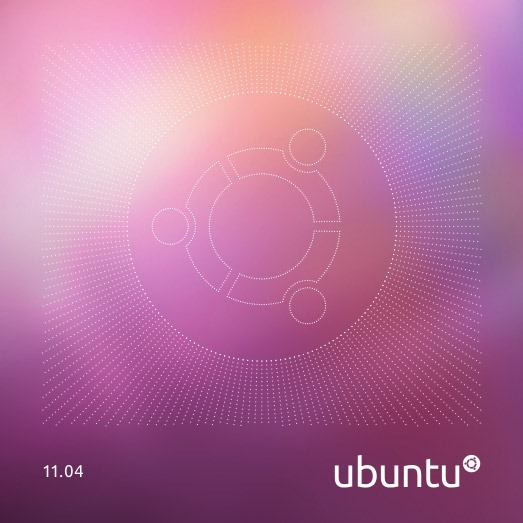
Płyta z Ubuntu 11.04
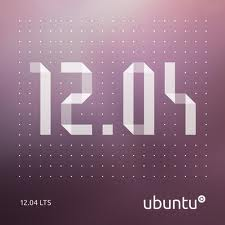
Płyta z Ubuntu 12.04
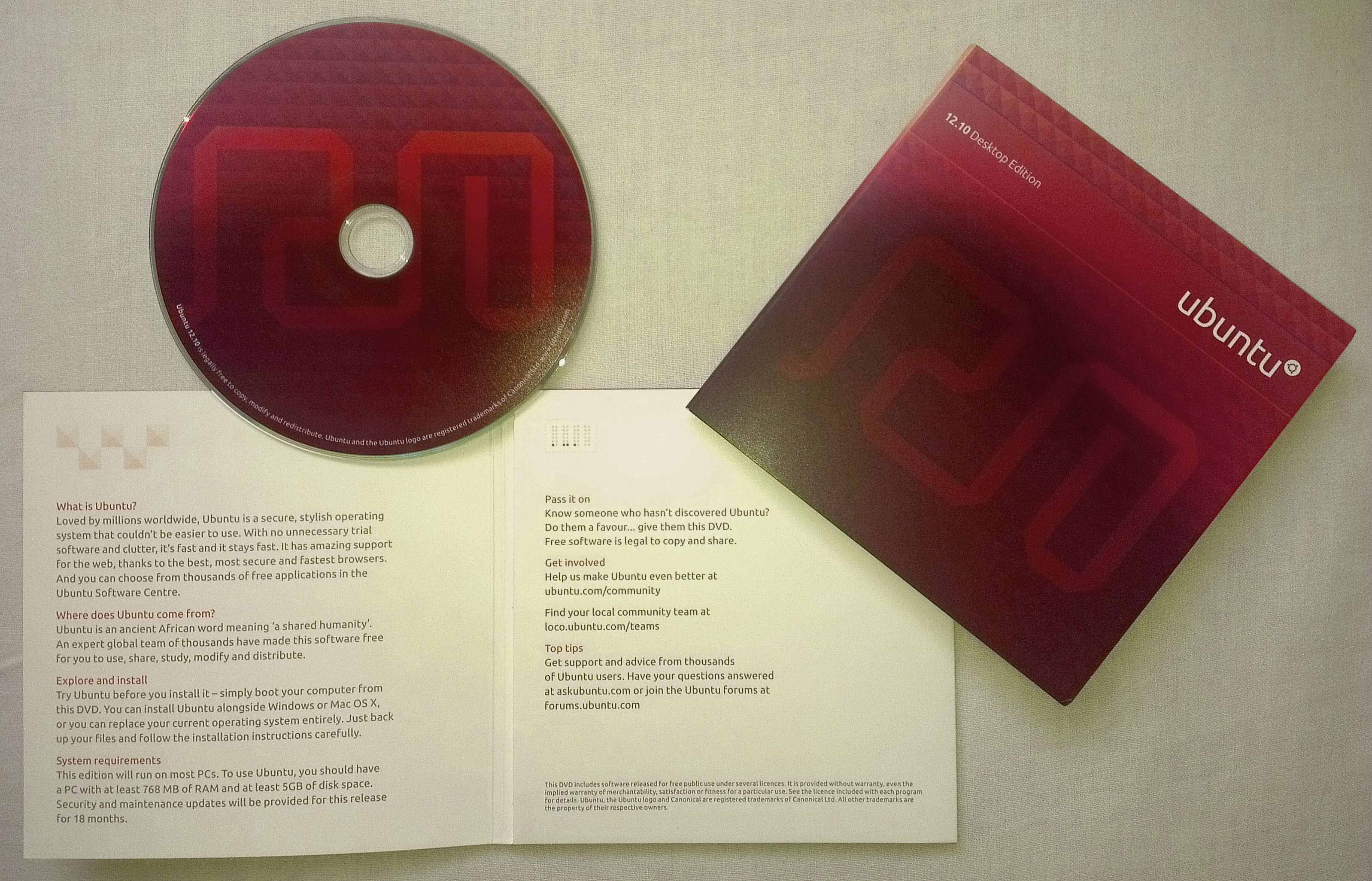
Płyta z Ubuntu 12.10
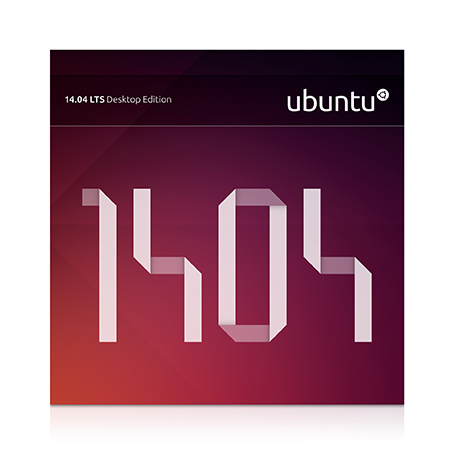
Płyta z Ubuntu 14.04

## Kontrowersje
Ubuntu jest oskarżane o podkradanie deweloperów od innych dystrybucji GNU/Linuksa. Tego typu głosy pojawiały się w odpowiedzi na zatrudnianie przez Canonical Ltd. deweloperów-wolontariuszy Debiana. Część z nich porzuciło w ten sposób Debiana na rzecz Ubuntu. Poza tą sytuacją zarzuty te odrodziły się wraz z niefortunnym listem Marka Shuttlewortha – lidera Ubuntu na listę dyskusyjną deweloperów dystrybucji openSUSE, w którym zachęcał on ich do przyłączenia się do projektu Ubuntu.

## Galeria

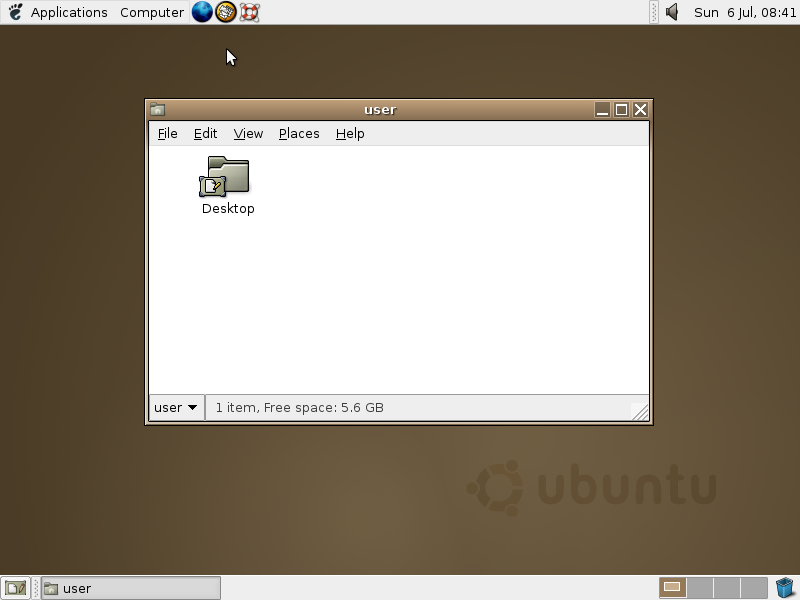
Ubuntu 4.10 Warty Warthog (Piegowaty Guziec)
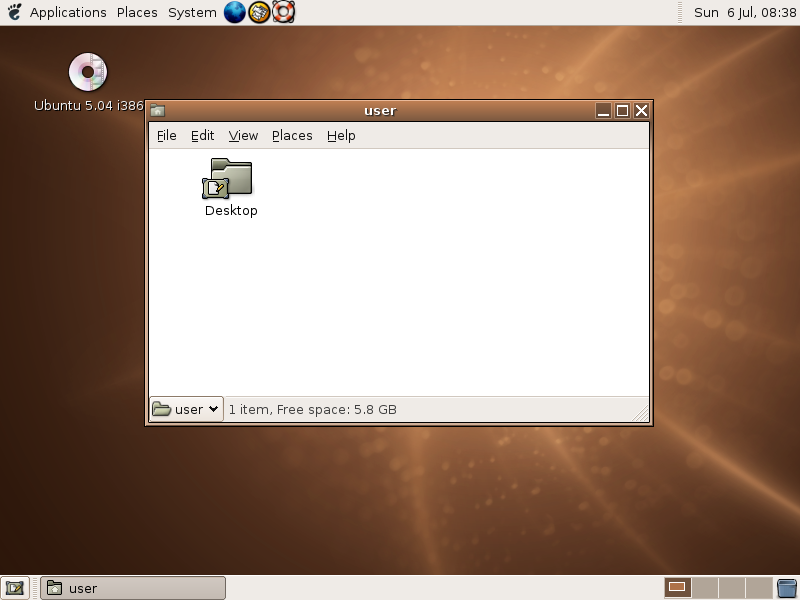
Ubuntu 5.04 Hoary Hedgehog (Sędziwy Jeż)
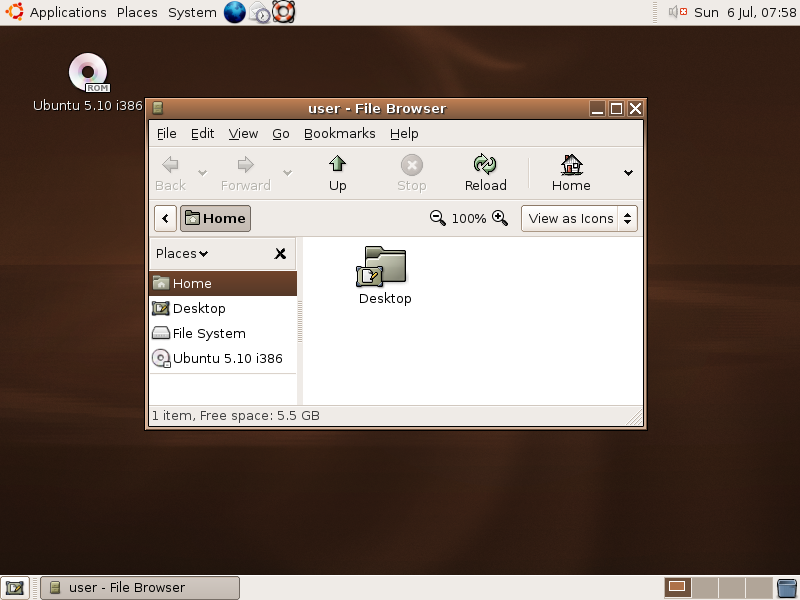
Ubuntu 5.10 Breezy Badger (Serdeczny Borsuk)
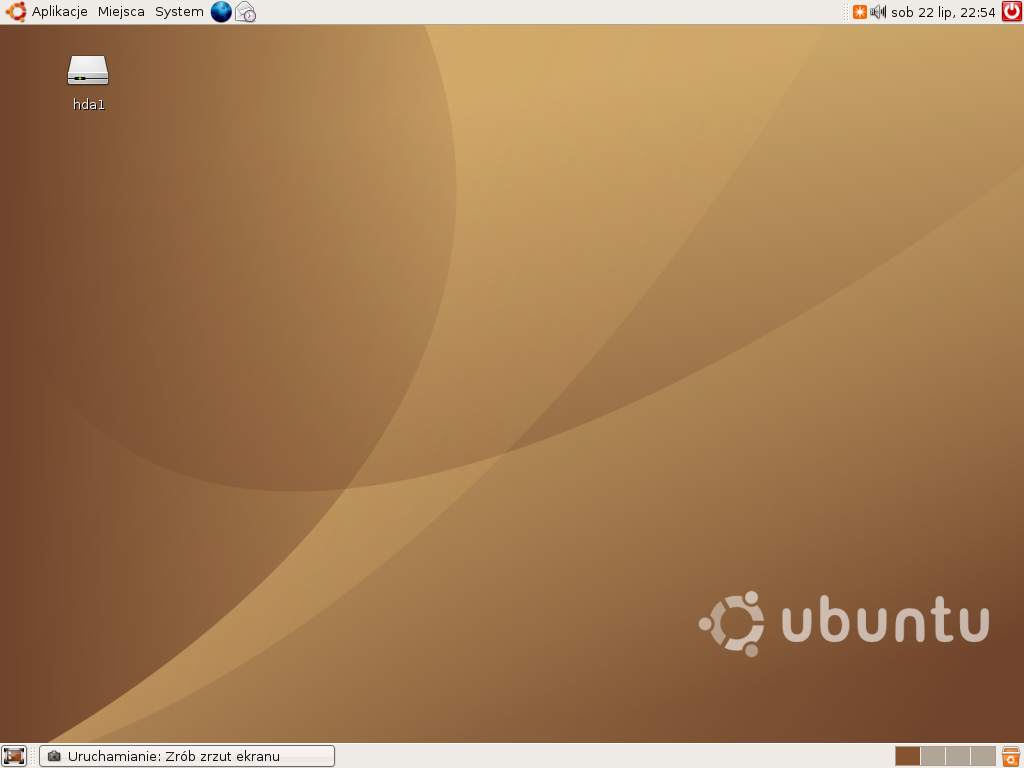
Ubuntu 6.06 LTS Dapper Drake (Elegancki Kaczor)
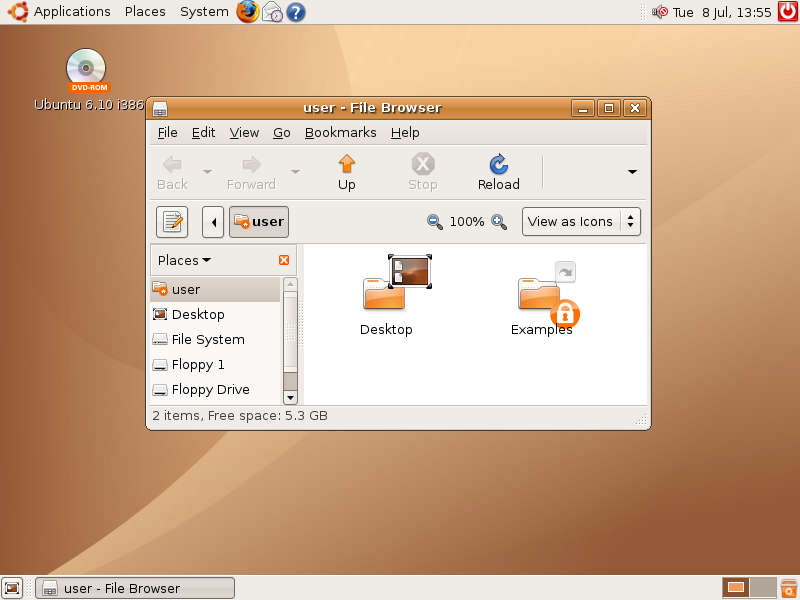
Ubuntu 6.10 Edgy Eft (Zakręcona Traszka)
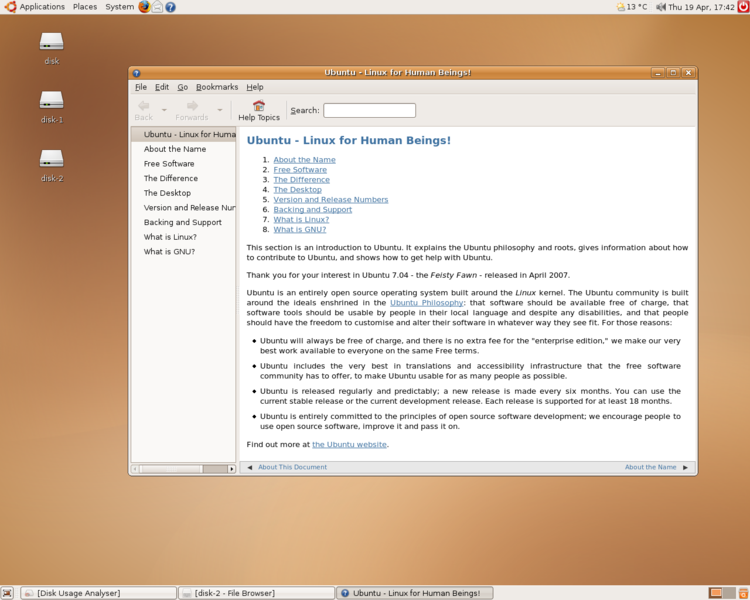
Ubuntu 7.04 Feisty Fawn (Rozbrykany Jelonek)
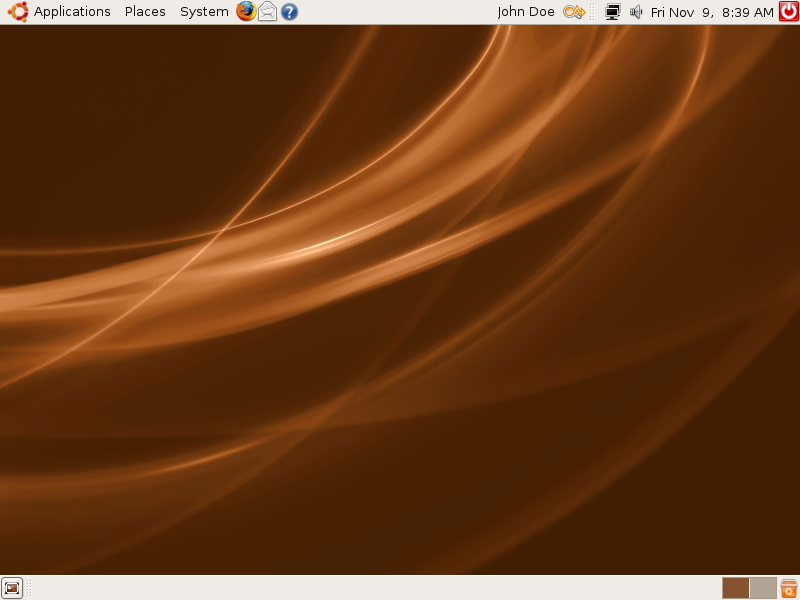
Ubuntu 7.10 Gutsy Gibbon (Gibki Gibon)
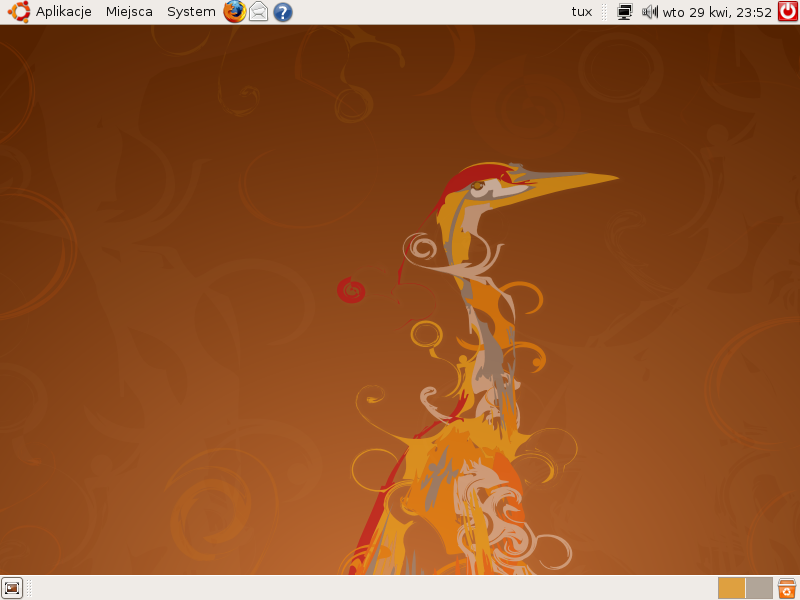
Ubuntu 8.04 LTS Hardy Heron (Śmiała Czapla)
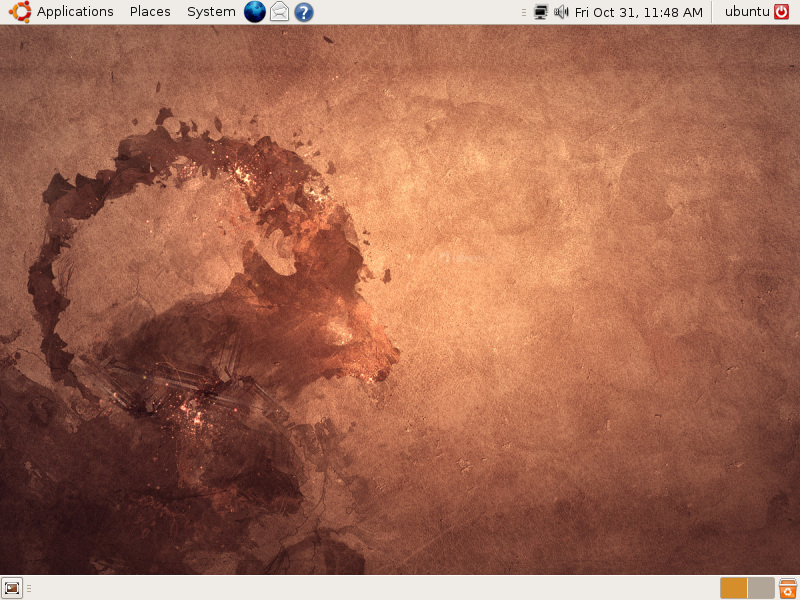
Ubuntu 8.10 Intrepid Ibex (Nieustraszony Koziorożec)
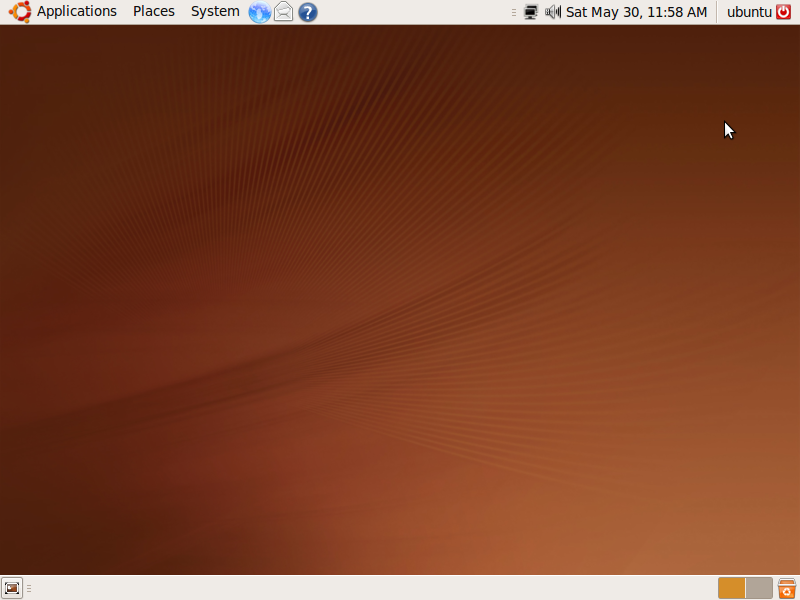
Ubuntu 9.04 Jaunty Jackalope (Żwawy Rogaty Zając)
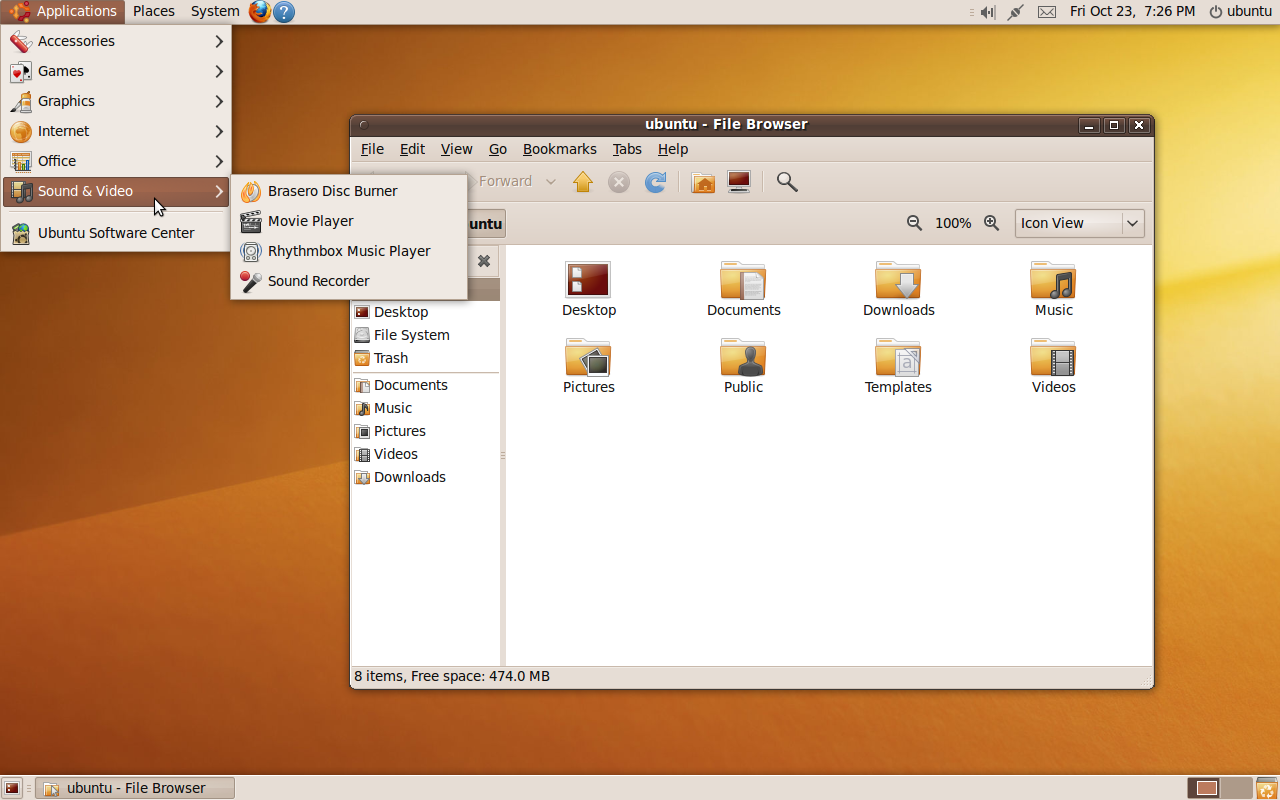
Ubuntu 9.10 Karmic Koala (Karmiczny Koala)
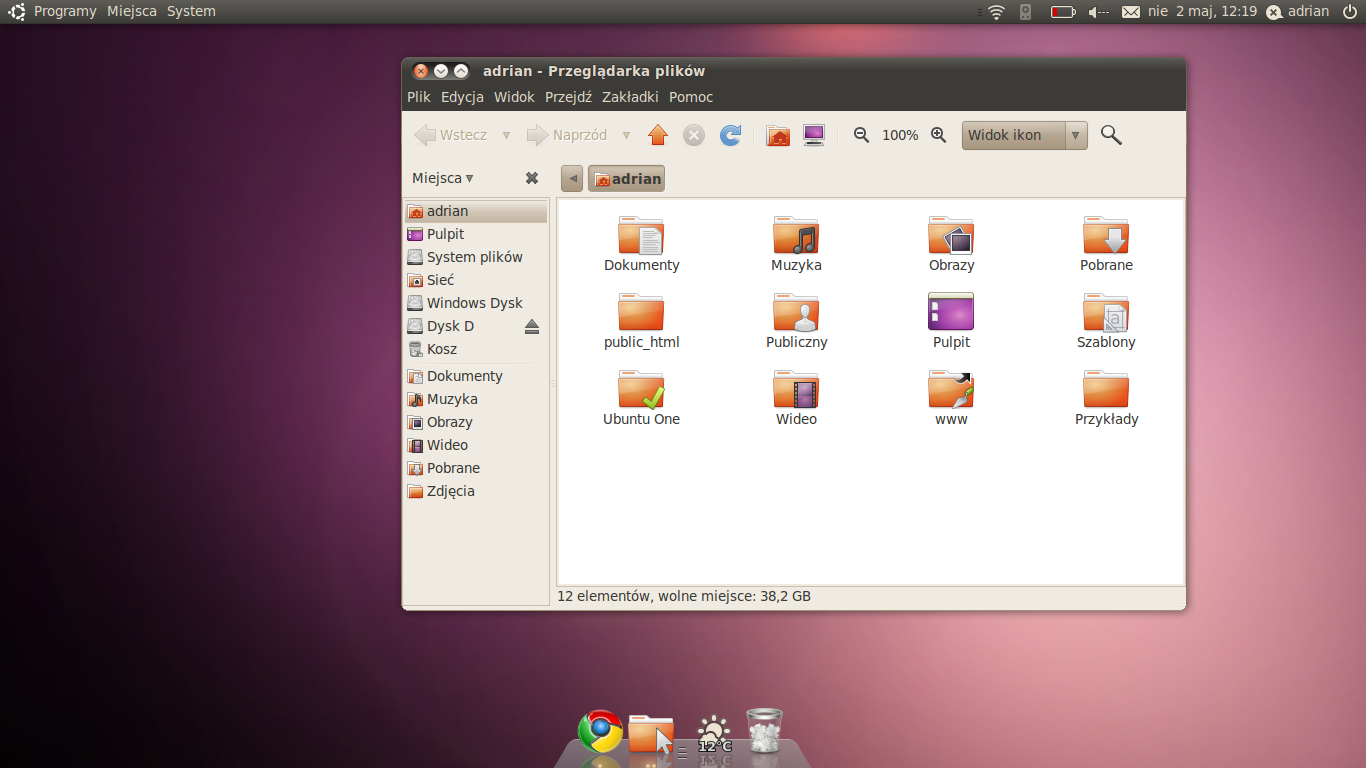
Ubuntu 10.04 LTS Lucid Lynx (Świetlisty Ryś)
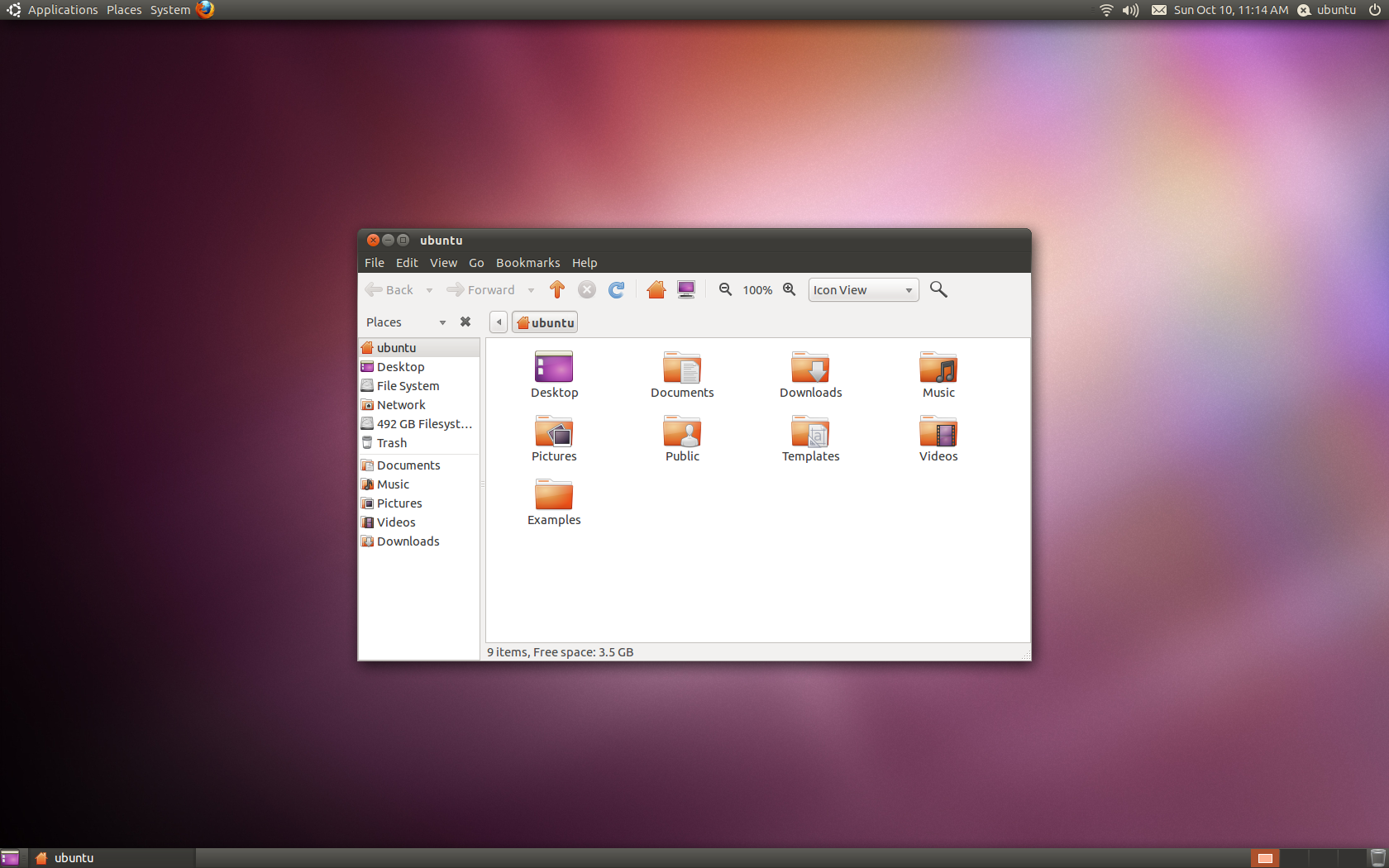
Ubuntu 10.10 Maverick Meerkat (Niezależna Surykatka)
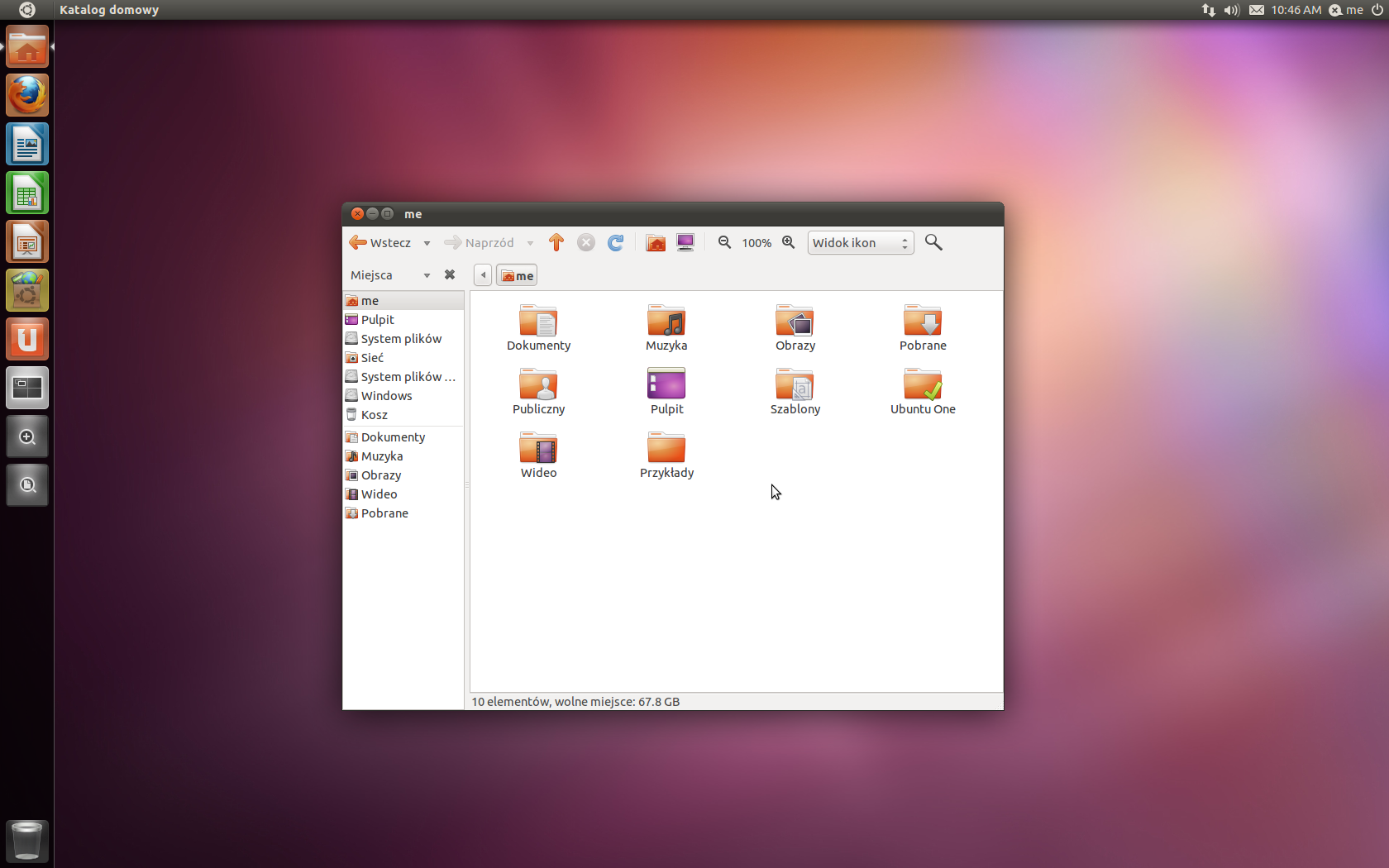
Ubuntu 11.04 Natty Narwhal (Zgrabny Narwal)
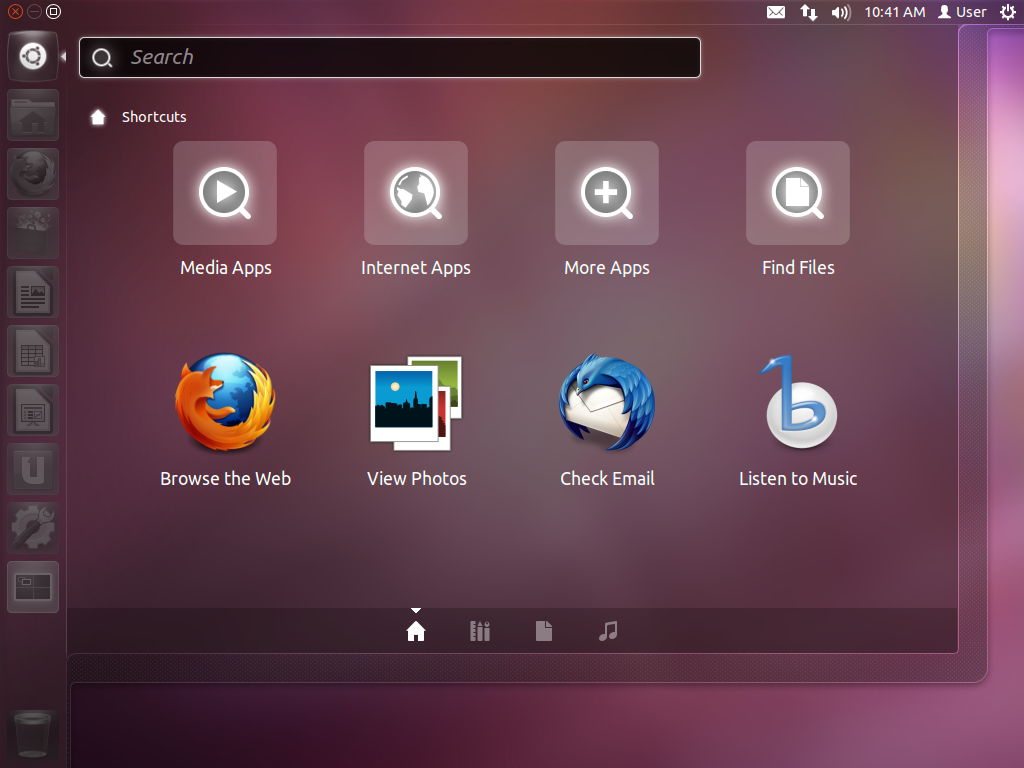
Ubuntu 11.10 Oneiric Ocelot (Oniryczny Ocelot)
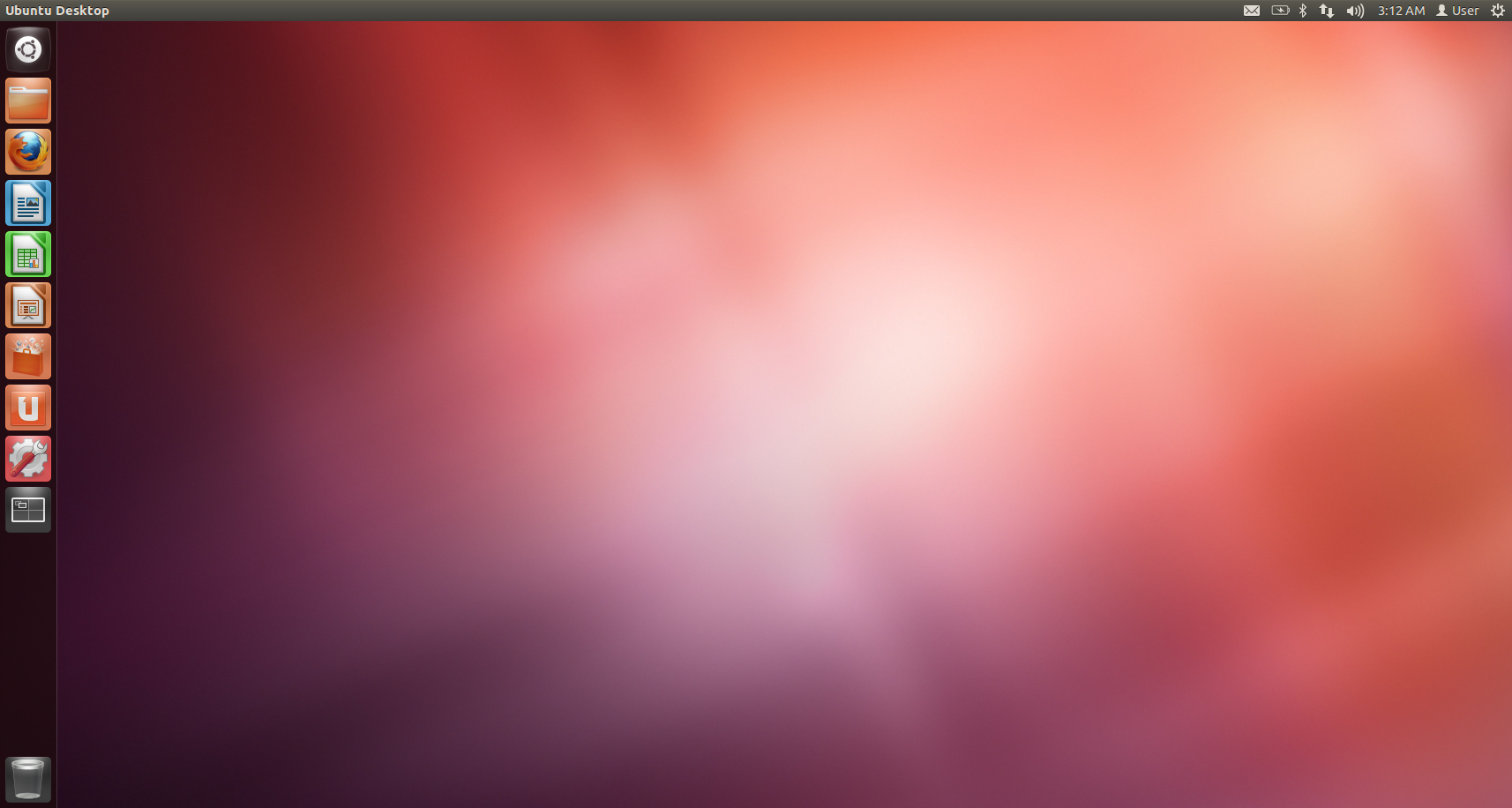
Ubuntu 12.04 LTS Precise Pangolin (Precyzyjny Łuskowiec)
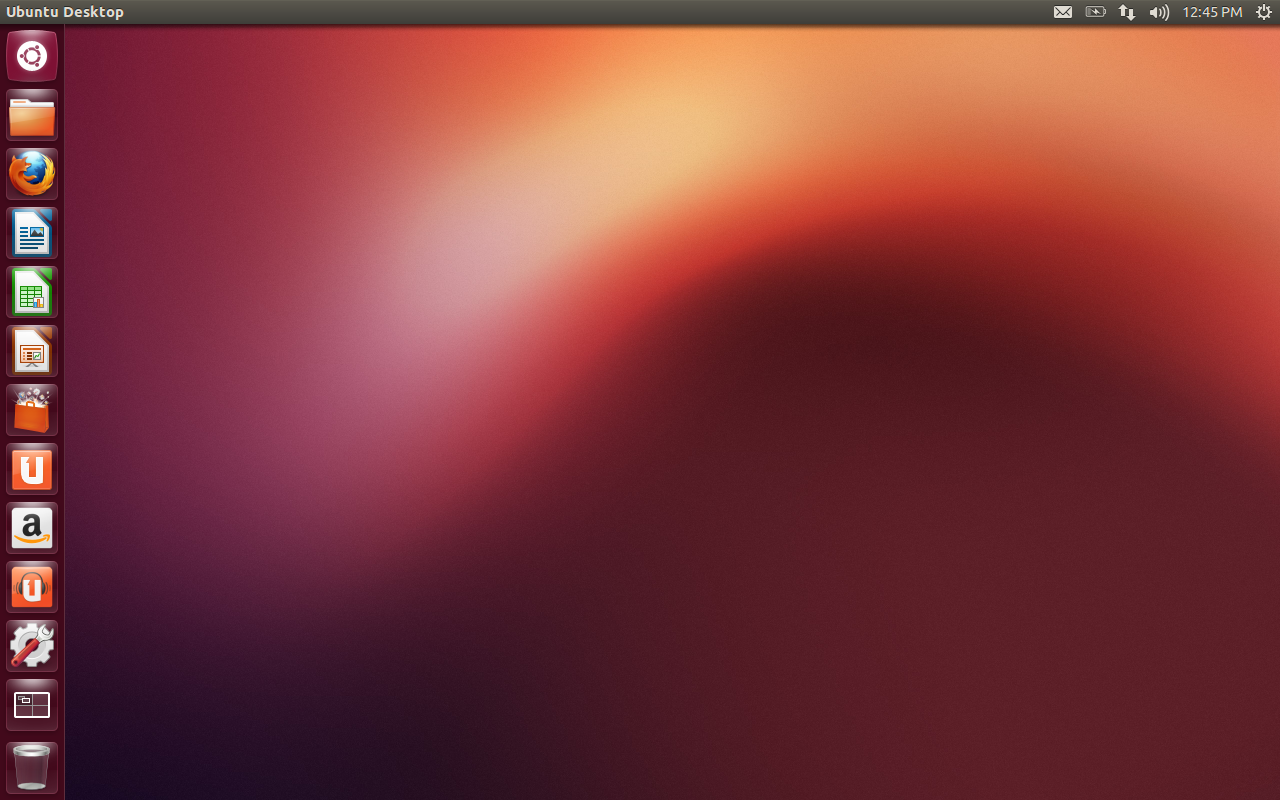
Ubuntu 12.10 Quantal Quetzal (Kwantowy Kwezal)
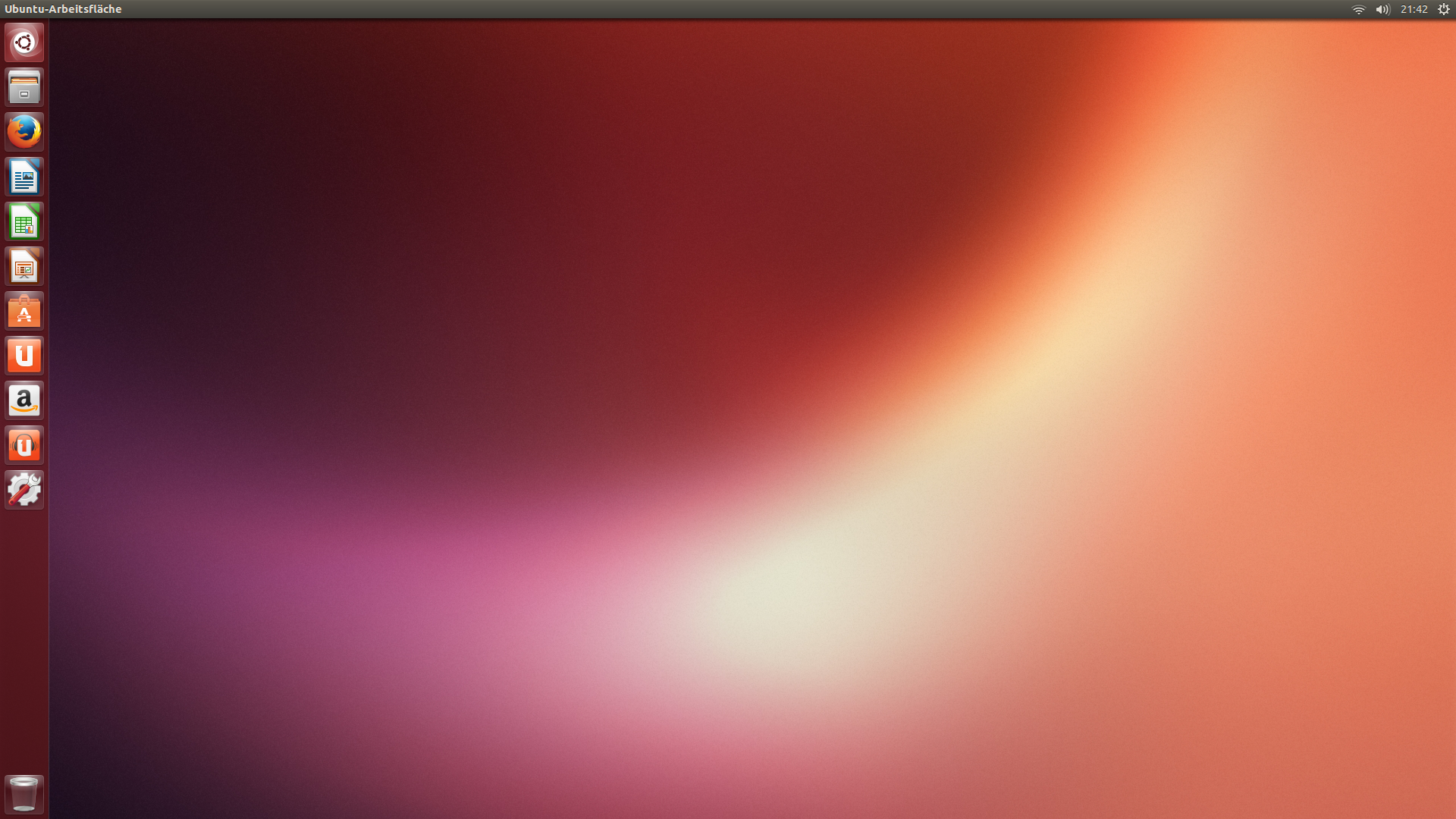
Ubuntu 13.04 Raring Ringtail (Zapalona Kotofretka)
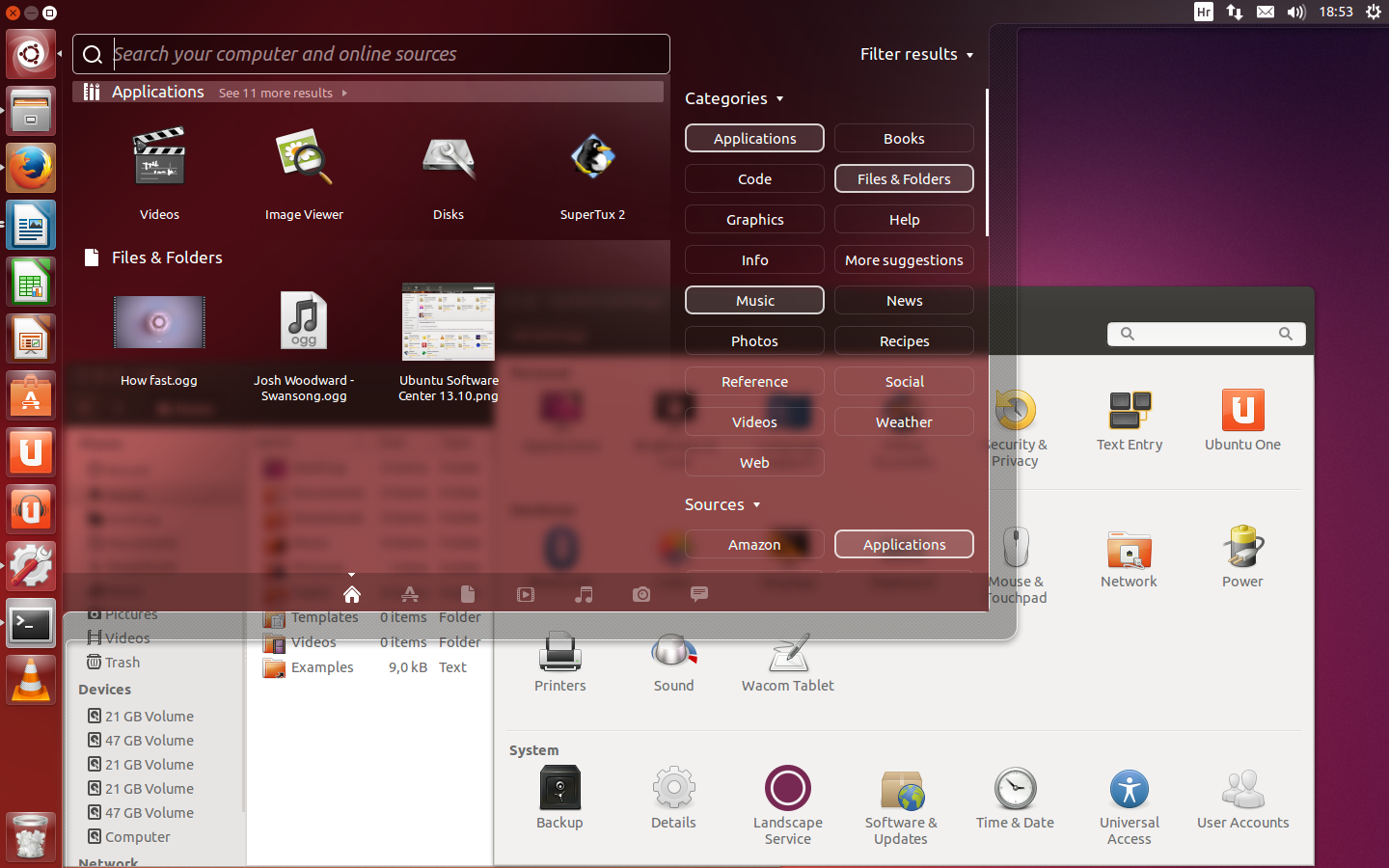
Ubuntu 13.10 Saucy Salamander (Zuchwała Salamandra)
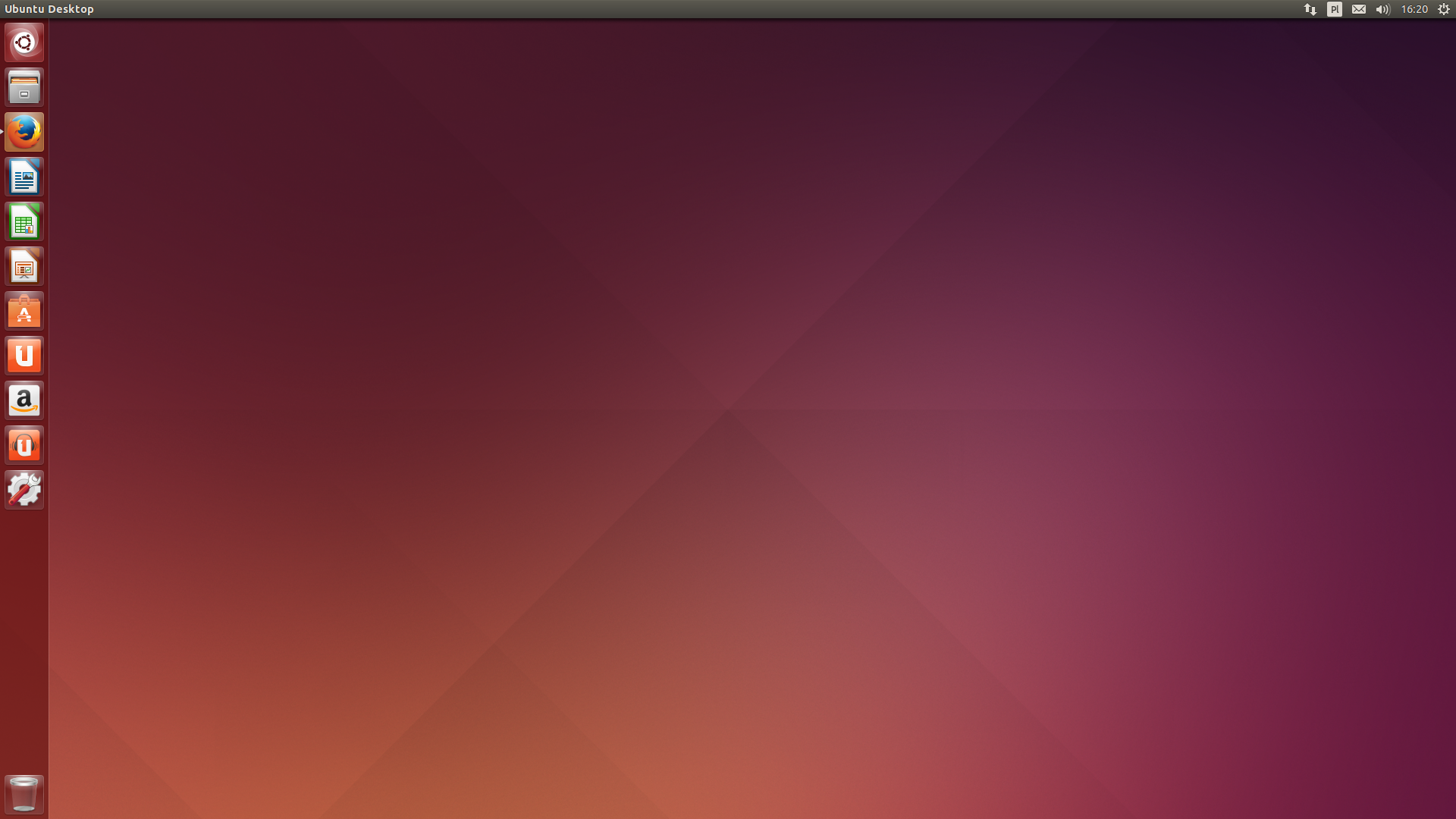
Ubuntu 14.04 LTS Trusty Tahr (Wierny Tar)
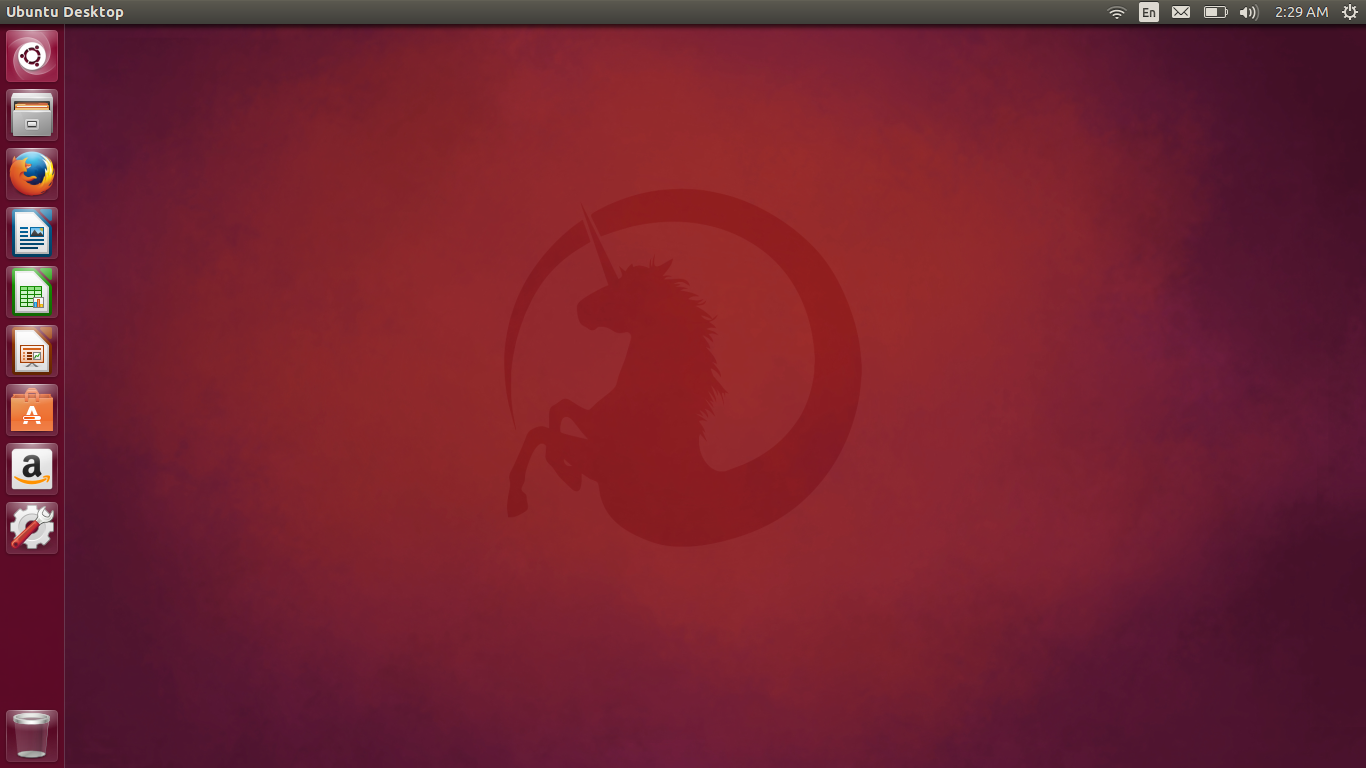
Ubuntu 14.10 Utopic Unicorn (Utopijny Jednorożec)
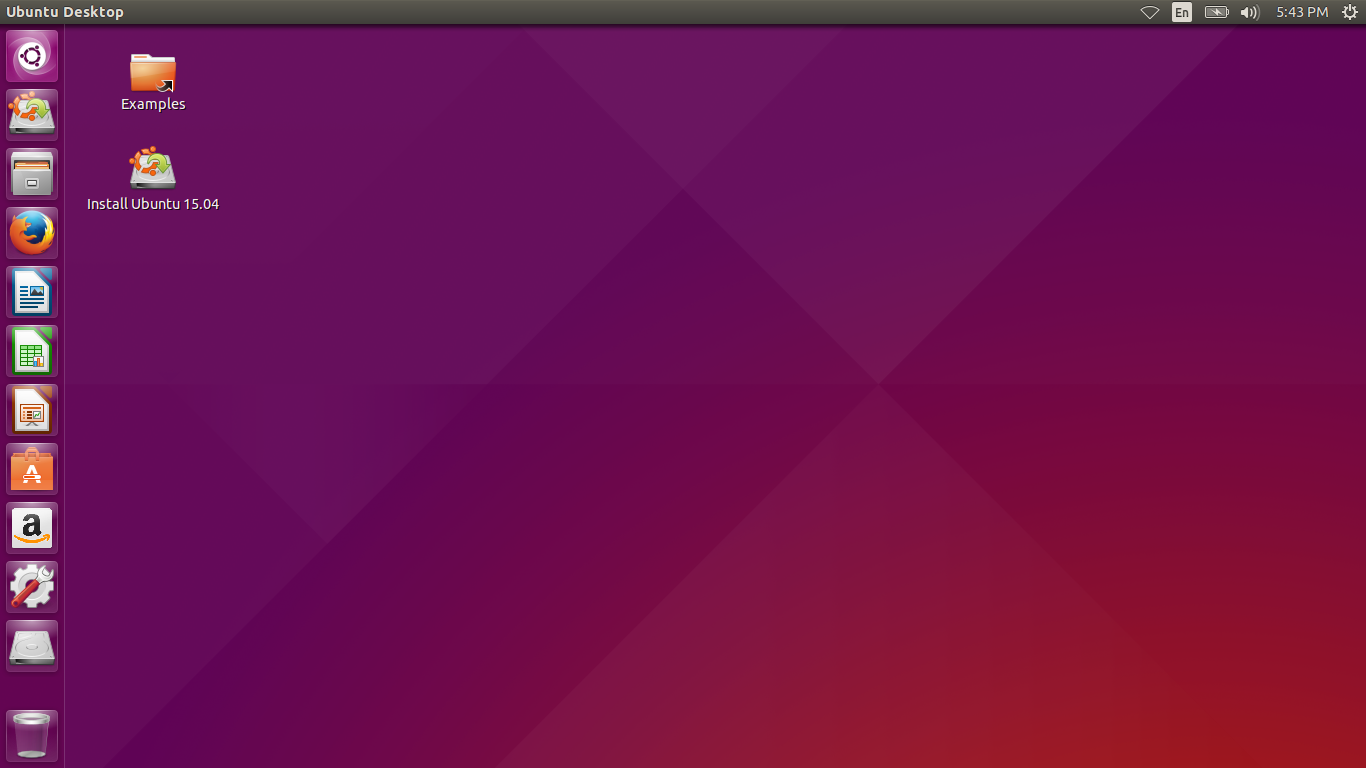
Ubuntu 15.04 Vivid Vervet (Barwna Verveta)
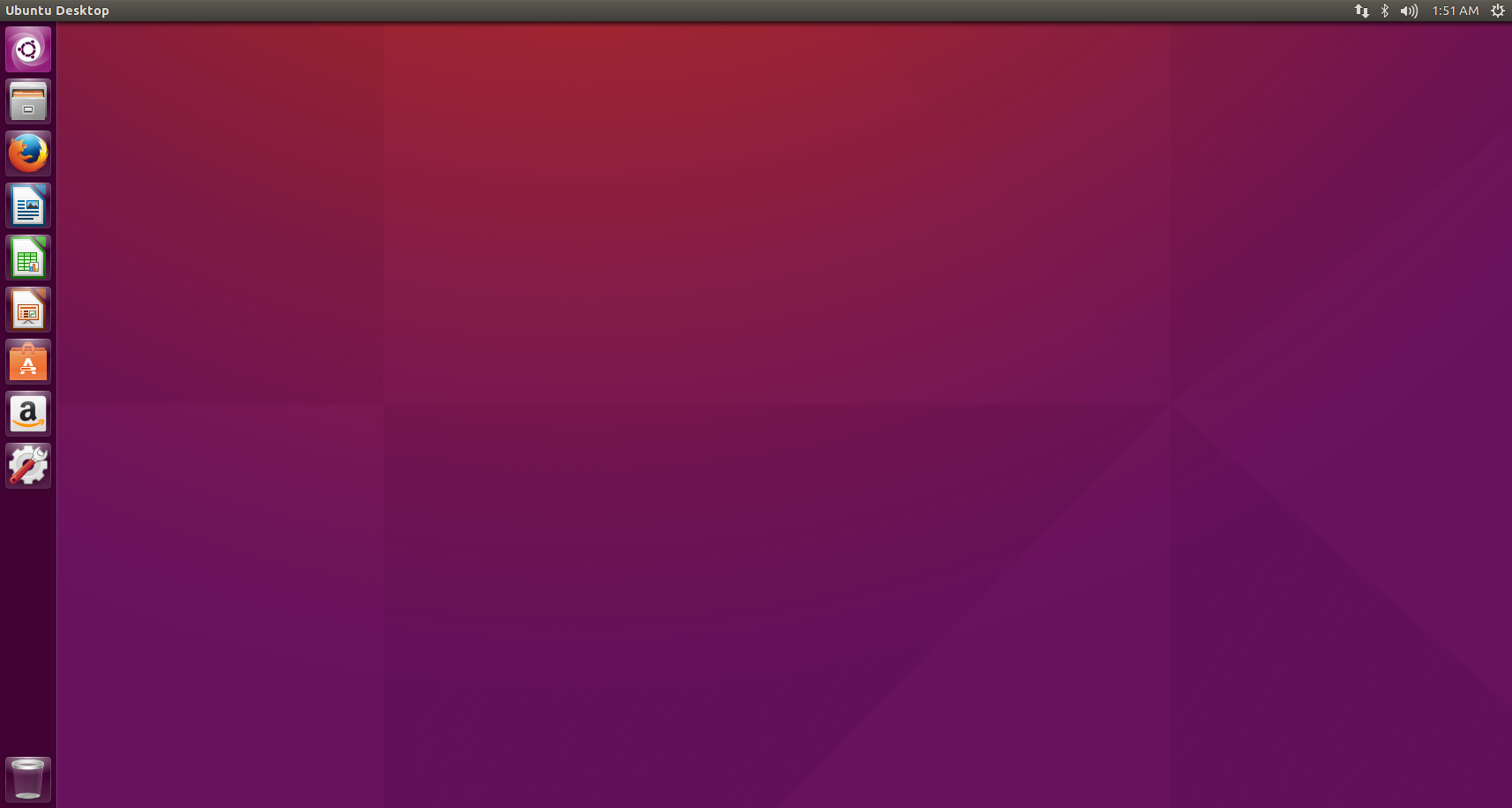
Ubuntu 15.10 Wily Werewolf (Przebiegły Wilkołak)
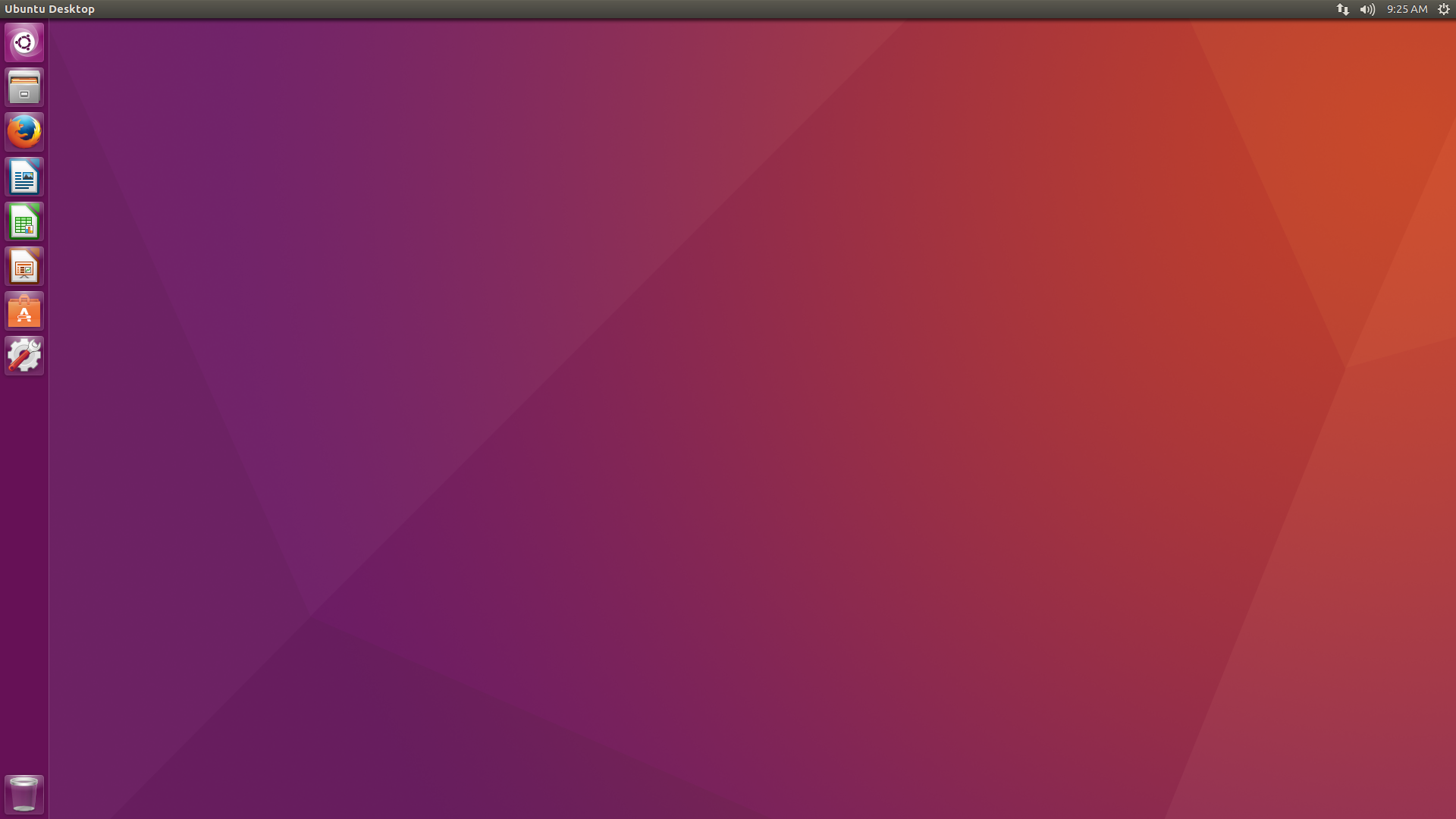
Ubuntu 16.04 LTS Xenial Xerus (Gościnna Afrowiórka)
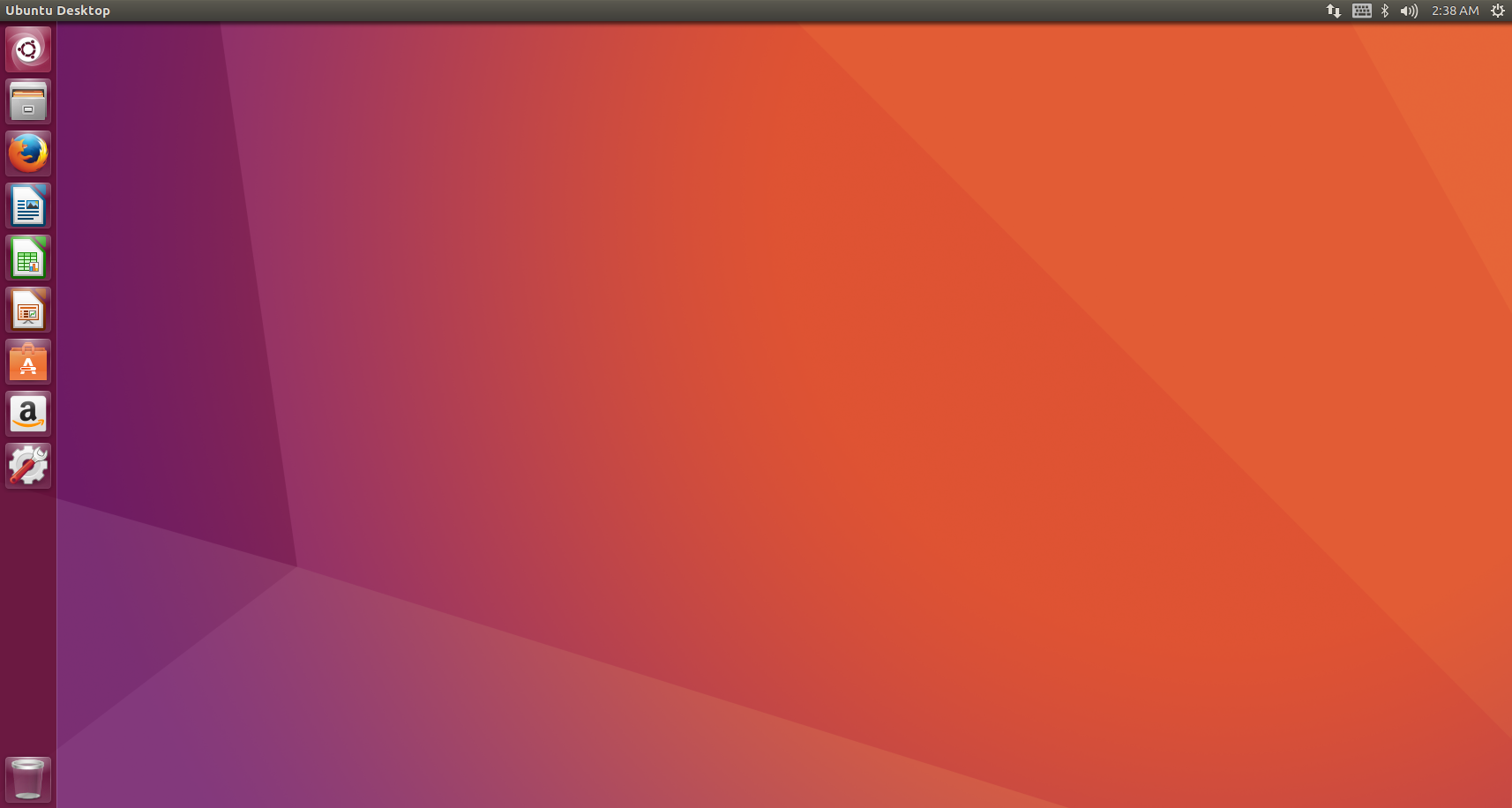
Ubuntu 16.10 Yakkety Yak (Rozgadny Jak)
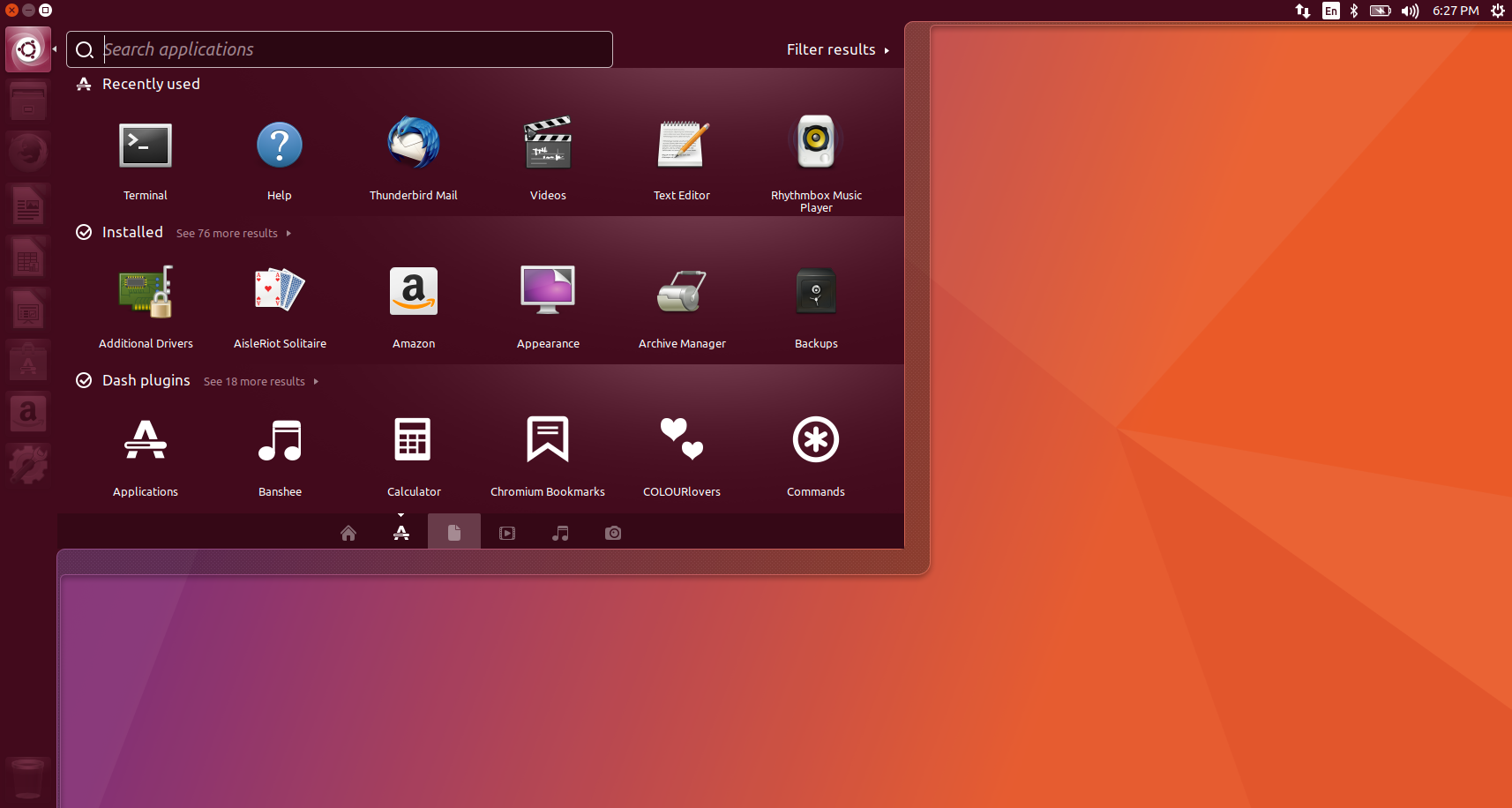
Ubuntu 17.04 Zesty Zapus (Zwinna Skoczomyszka)
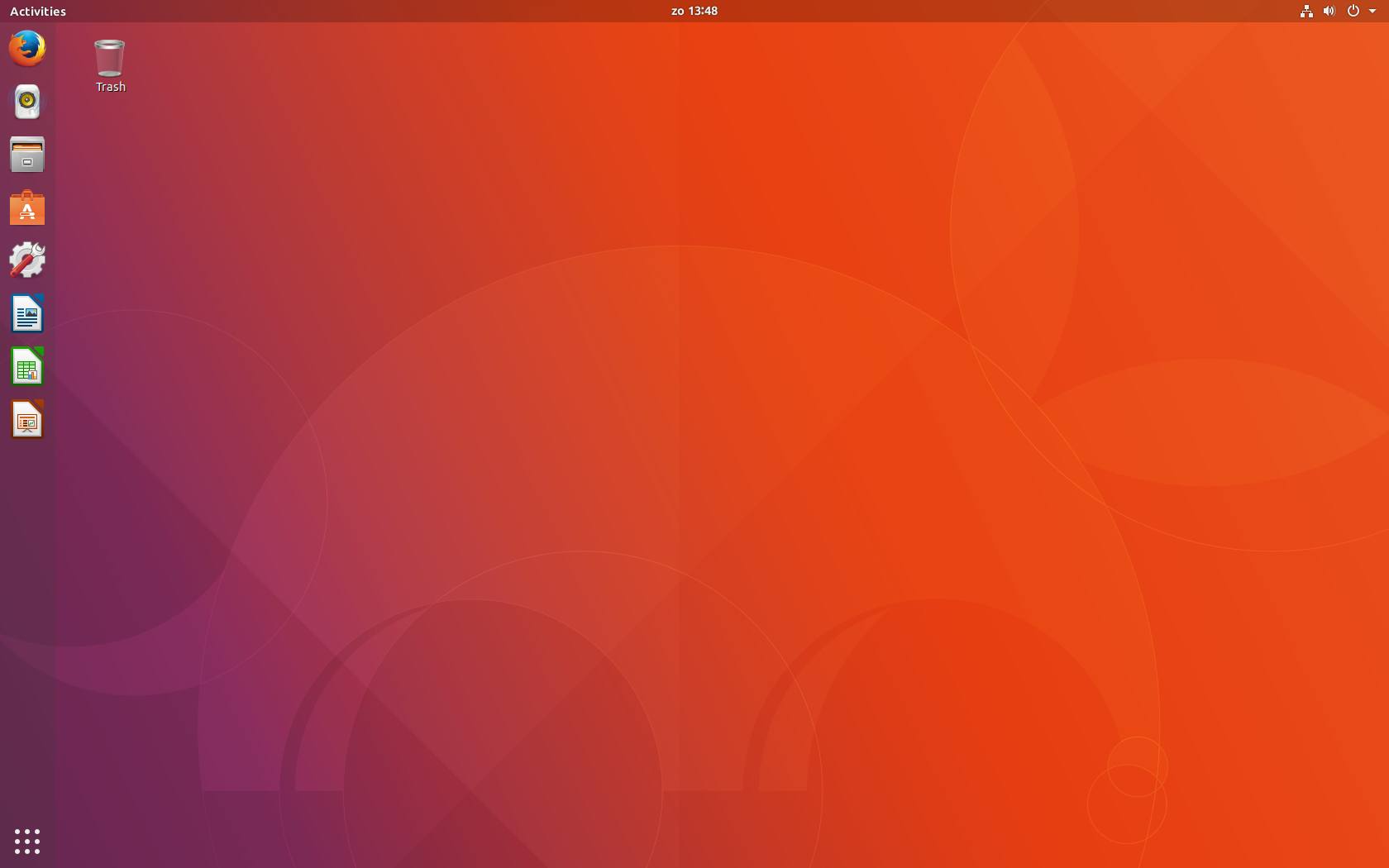
Ubuntu 17.10 Artful Aardwark (Pomysłowy Mrównik)
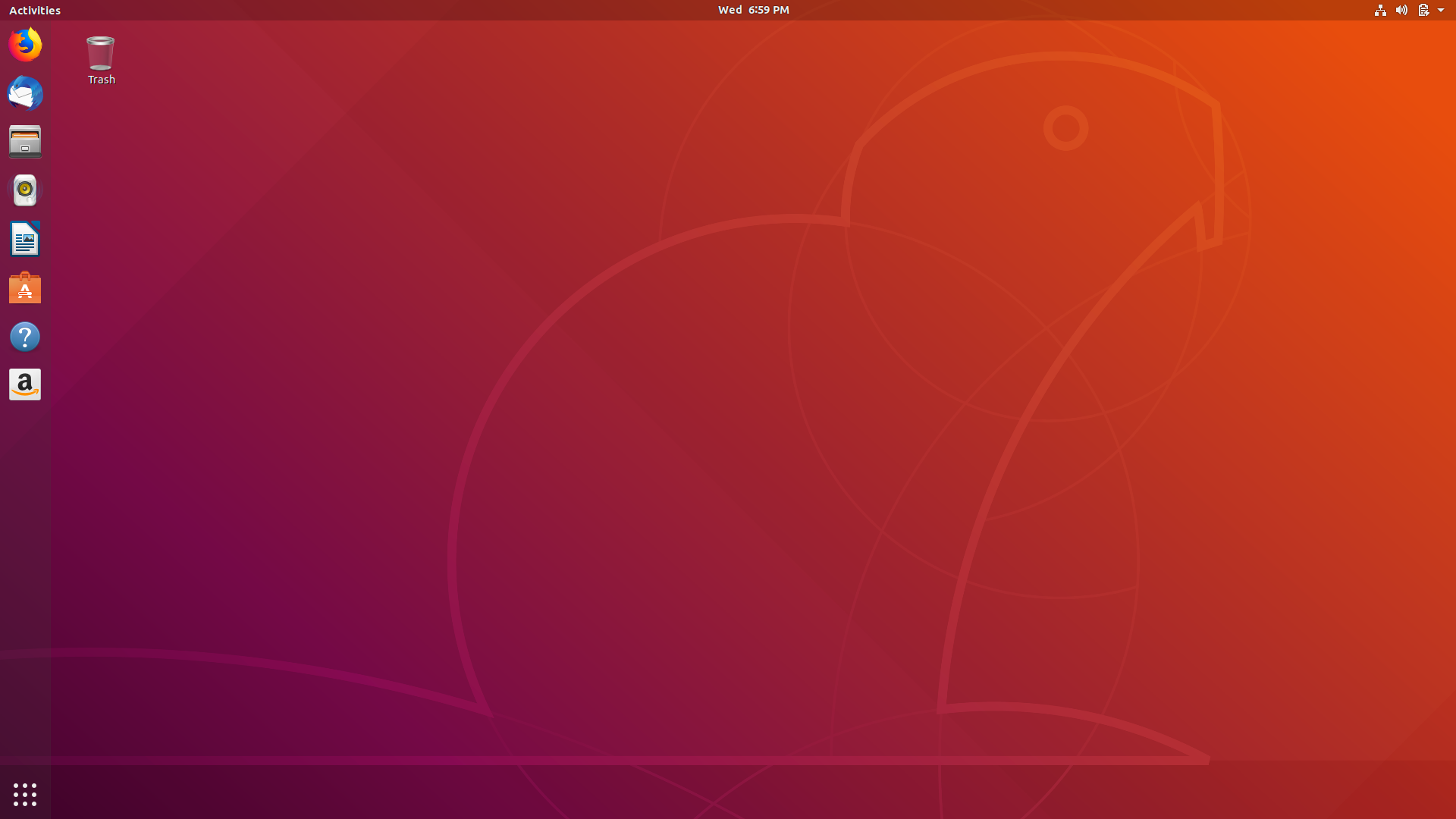
Ubuntu 18.04 LTS Bionic Beaver (Bioniczny Bóbr)
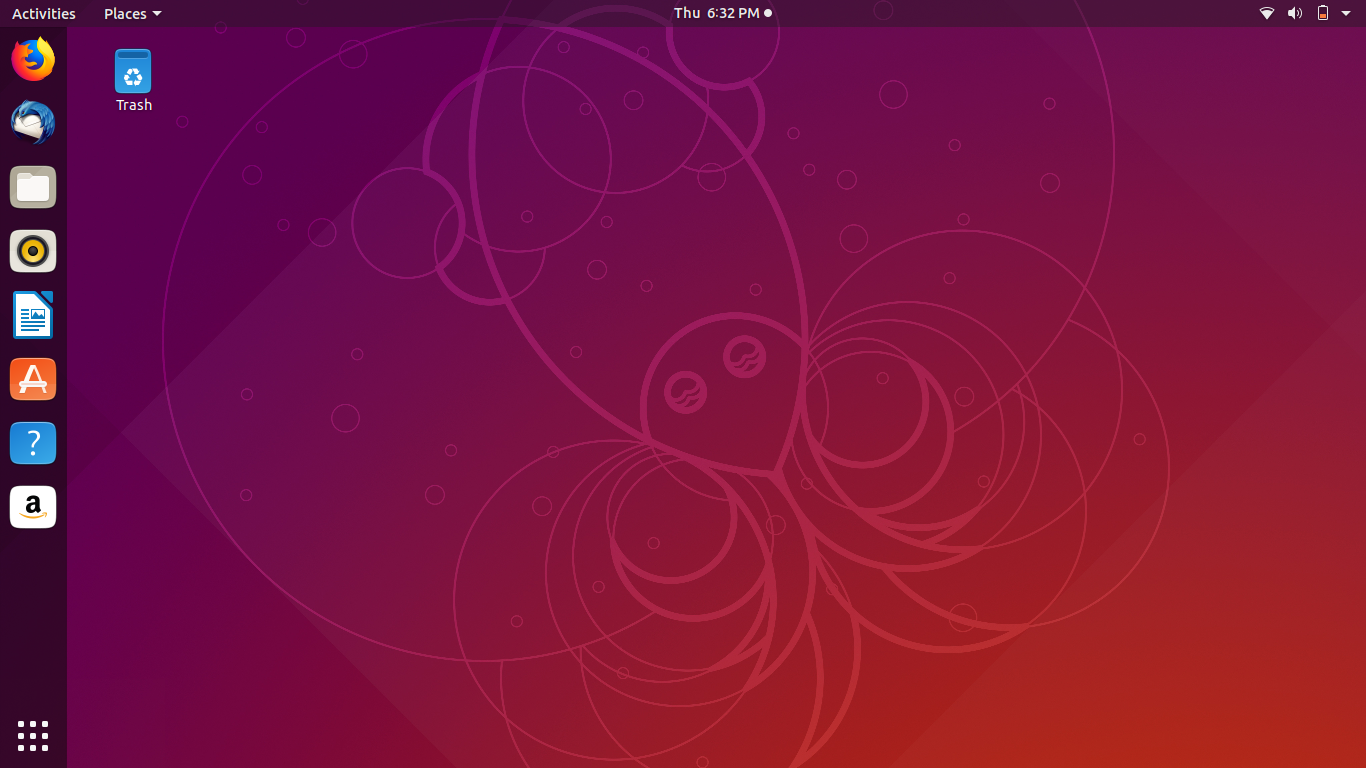
Ubuntu 18.10 Cosmic Cuttlefish (Kosmiczna Mątwa)
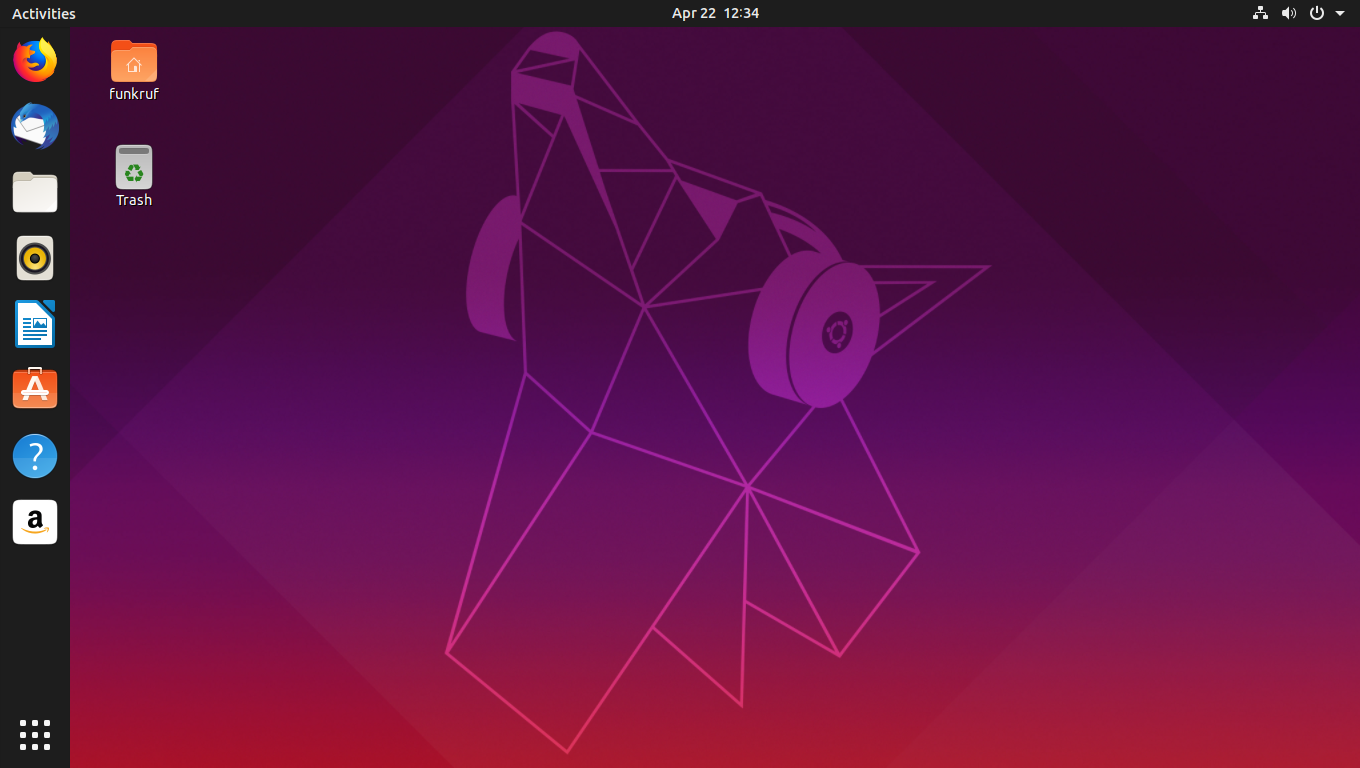
Ubuntu 19.04 Disco Dingo (Dyskotekowy Dingo)
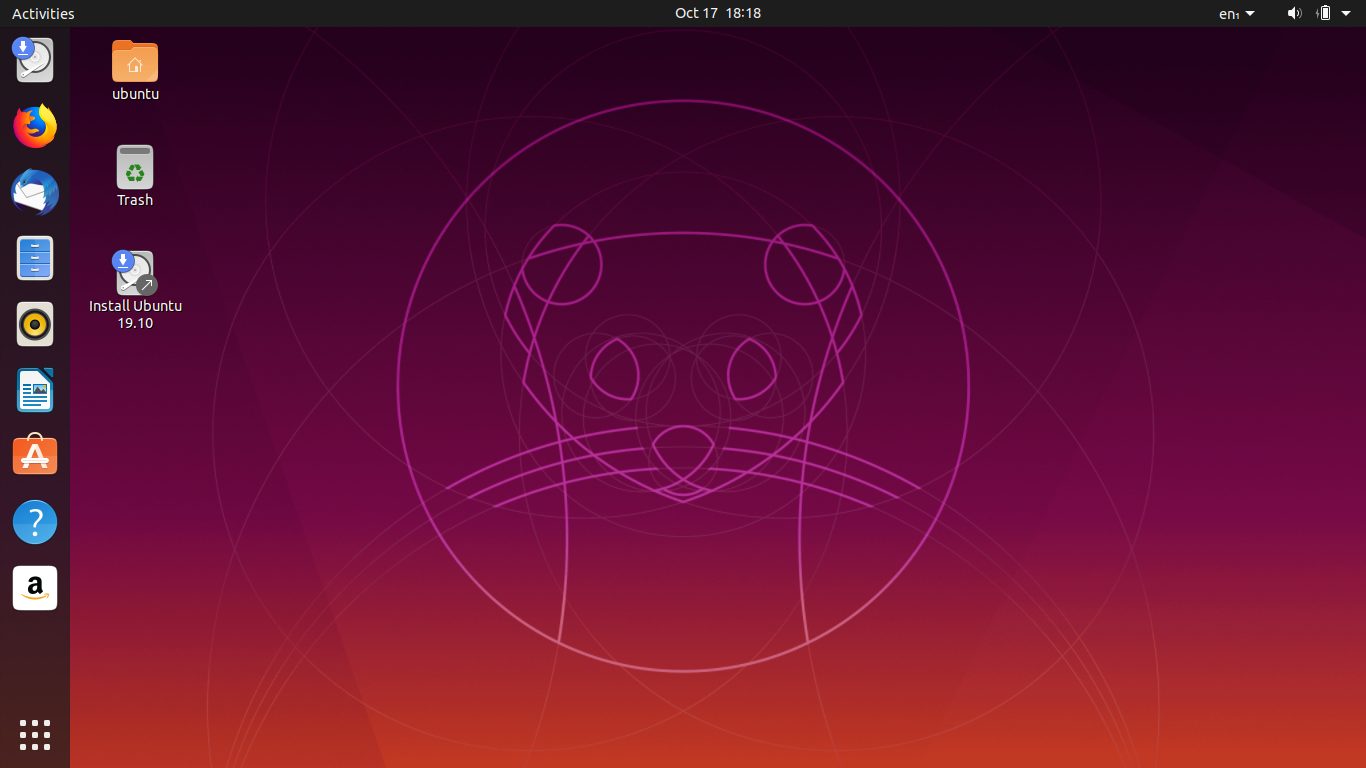
Ubuntu 19.10 Eoan Ermire (Poranny Gronostaj)
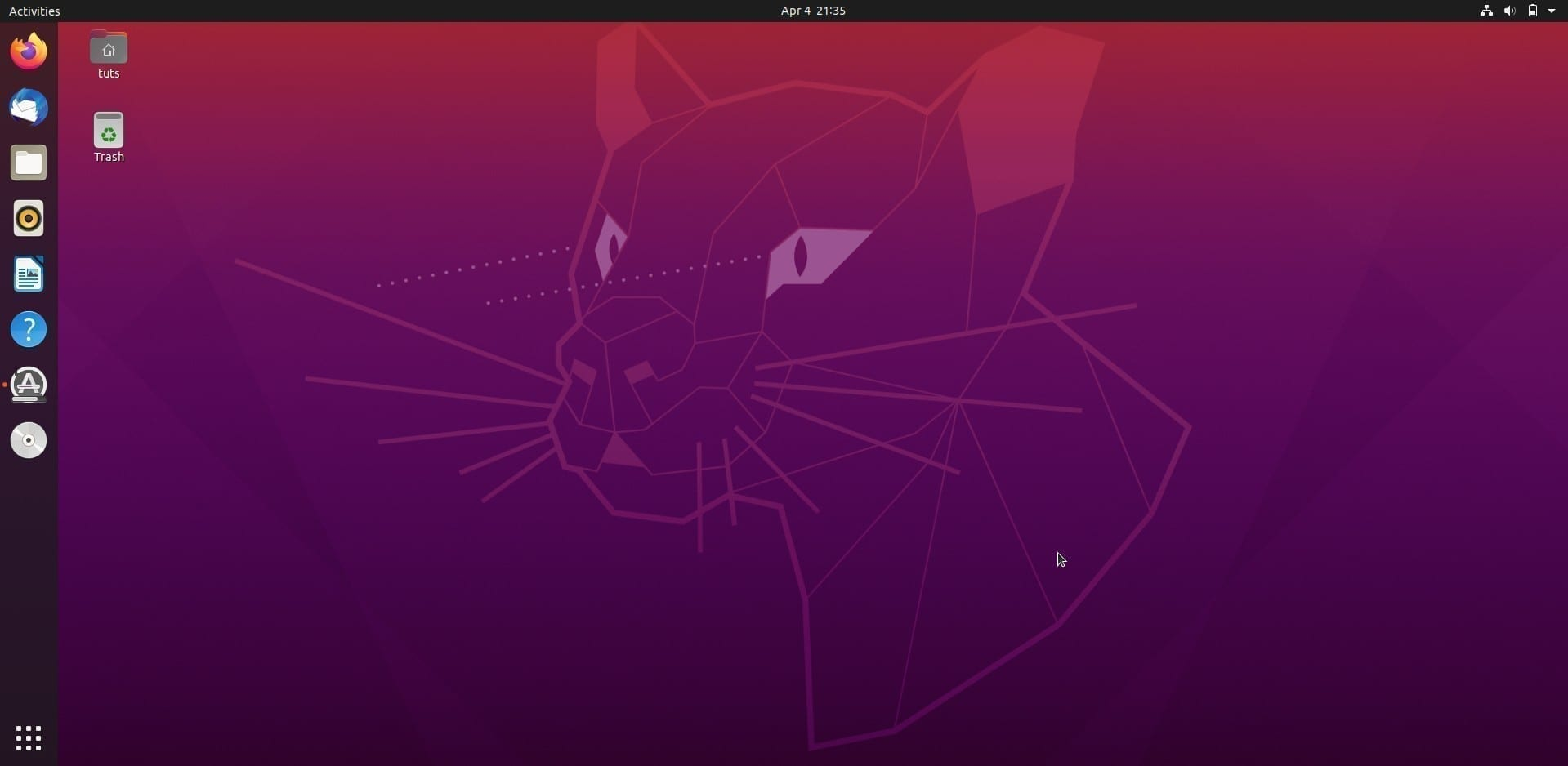
Ubuntu LTS 20.04 Focal Fossa (Ogniskowa Fossa)
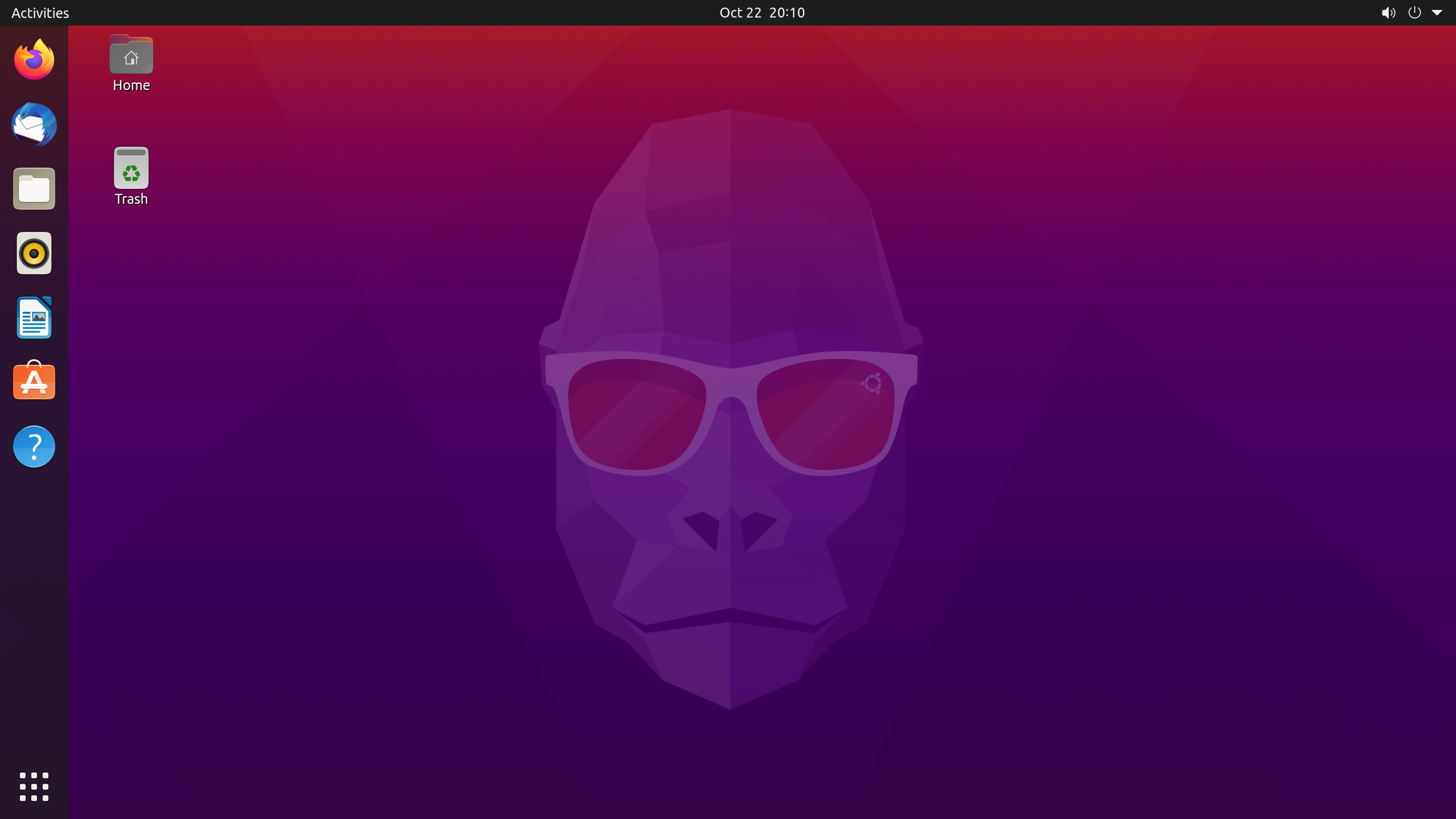
Ubuntu 20.10 Groovy Gorilla (Klawy Goryl)
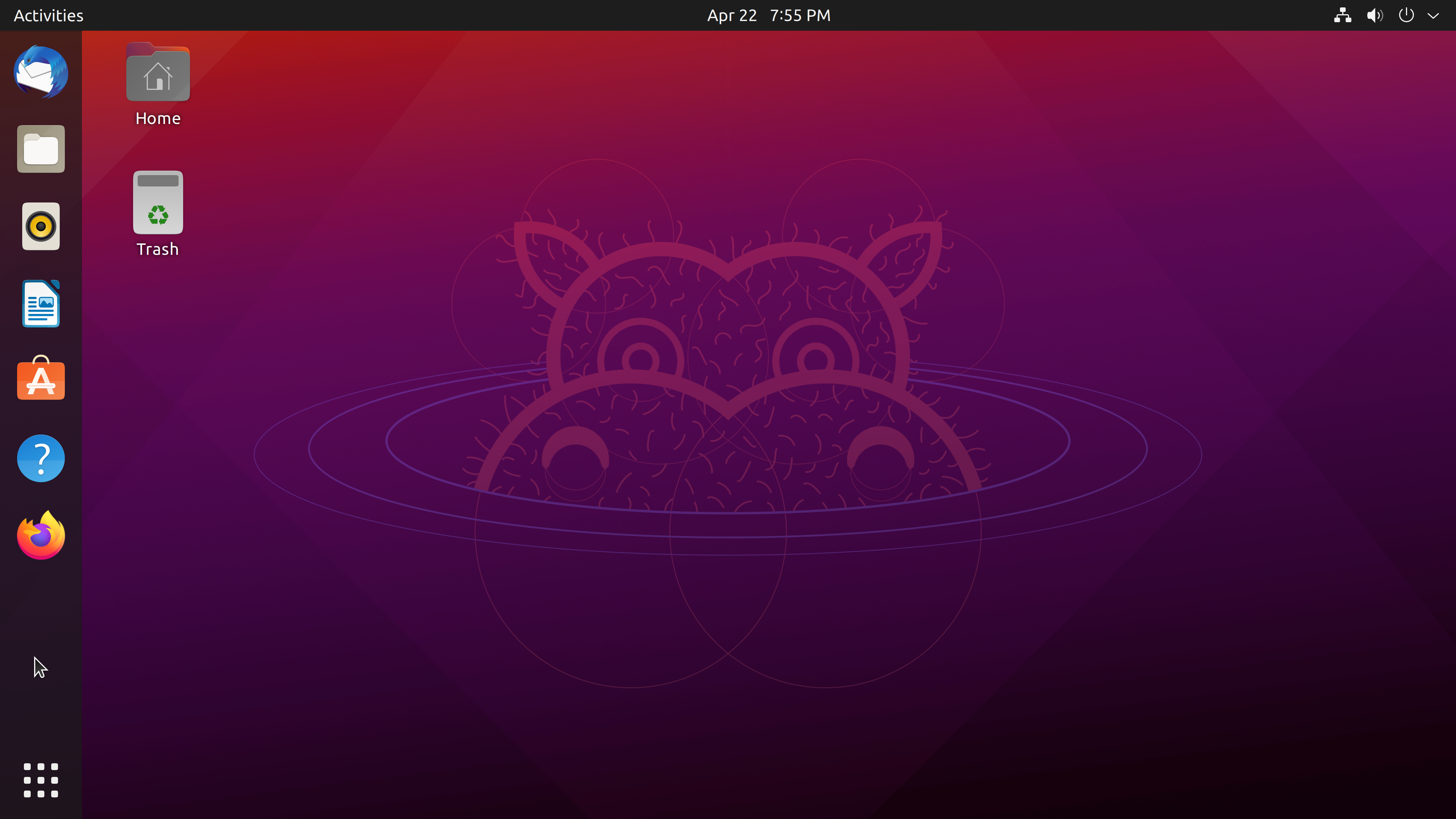
Ubuntu 21.04 Hirsute Hippo (Włochaty Hipopotam)
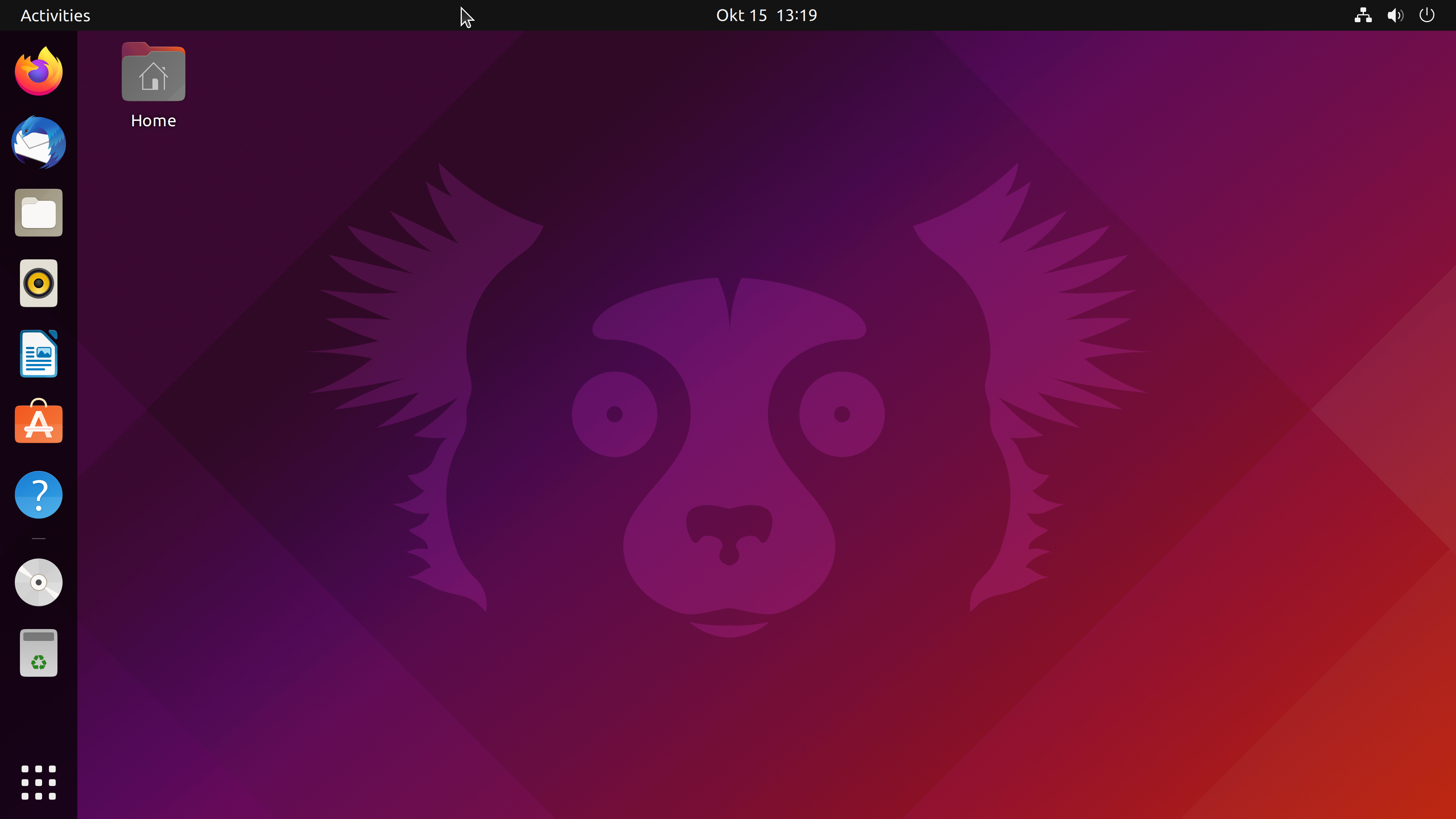
Ubuntu 21.10 Impish Indri (Figlarny Indrys)
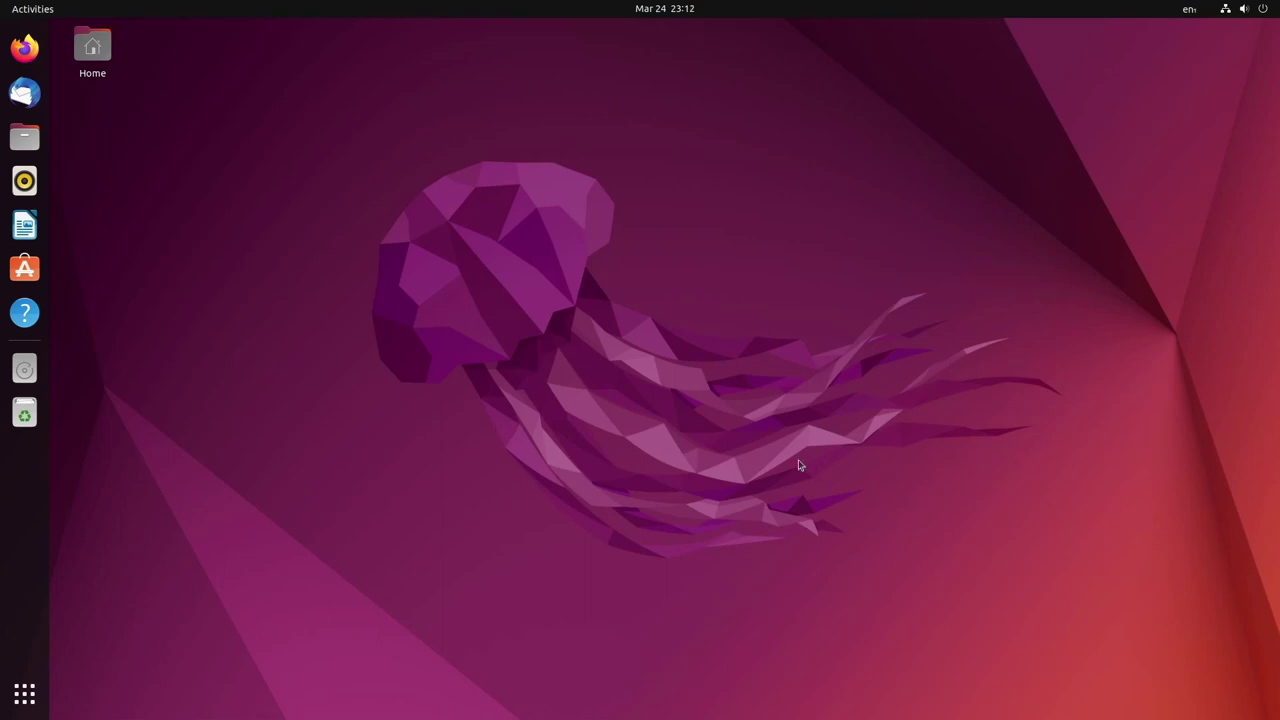
Ubuntu 22.04 LTS Jammy Jellyfish (Lepka Meduza)
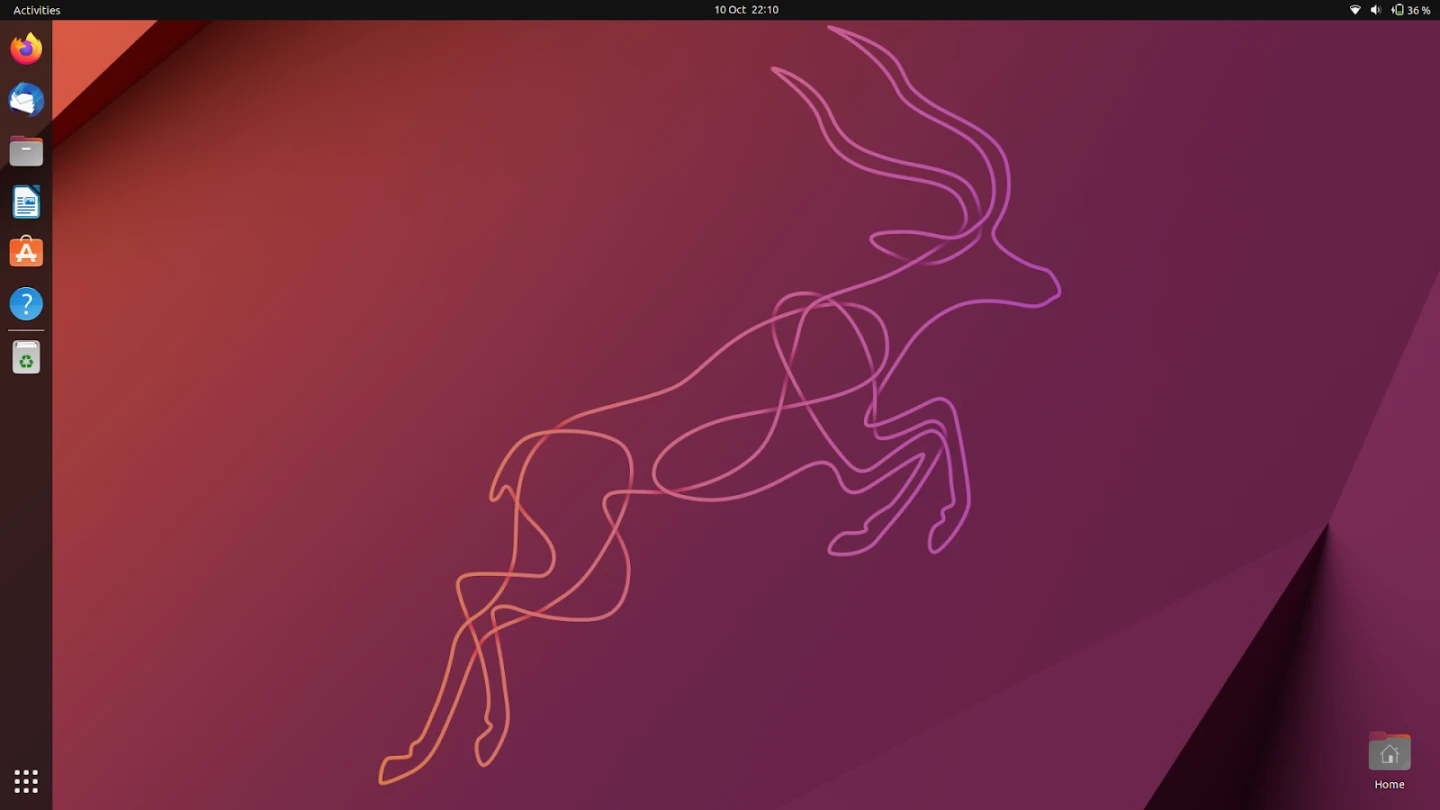
Ubuntu 22.10 Kinetic Kudu (Kinetyczny Kudu)
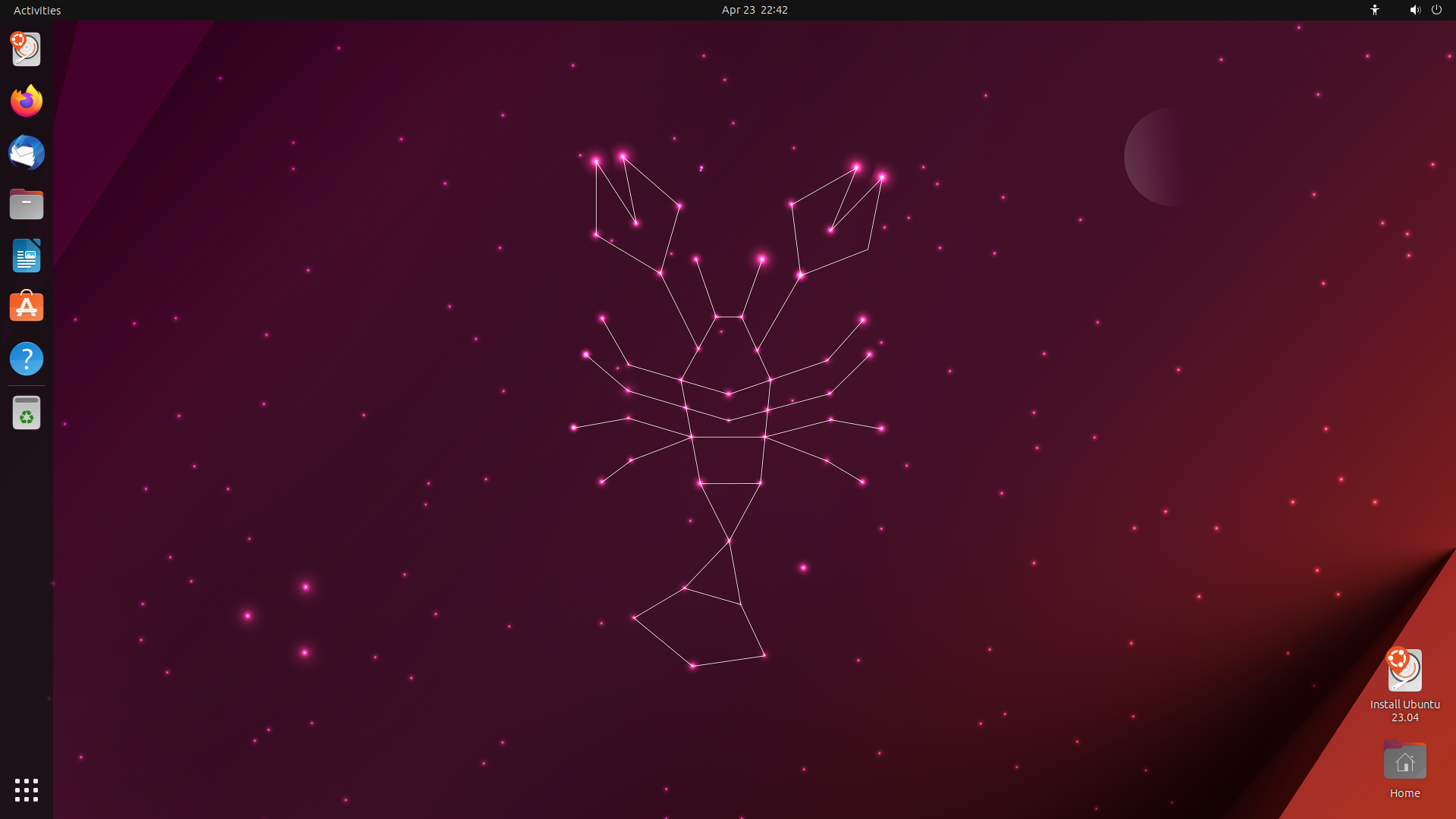
Ubuntu 23.04 Lunar Lobster (Księżycowy Homar)
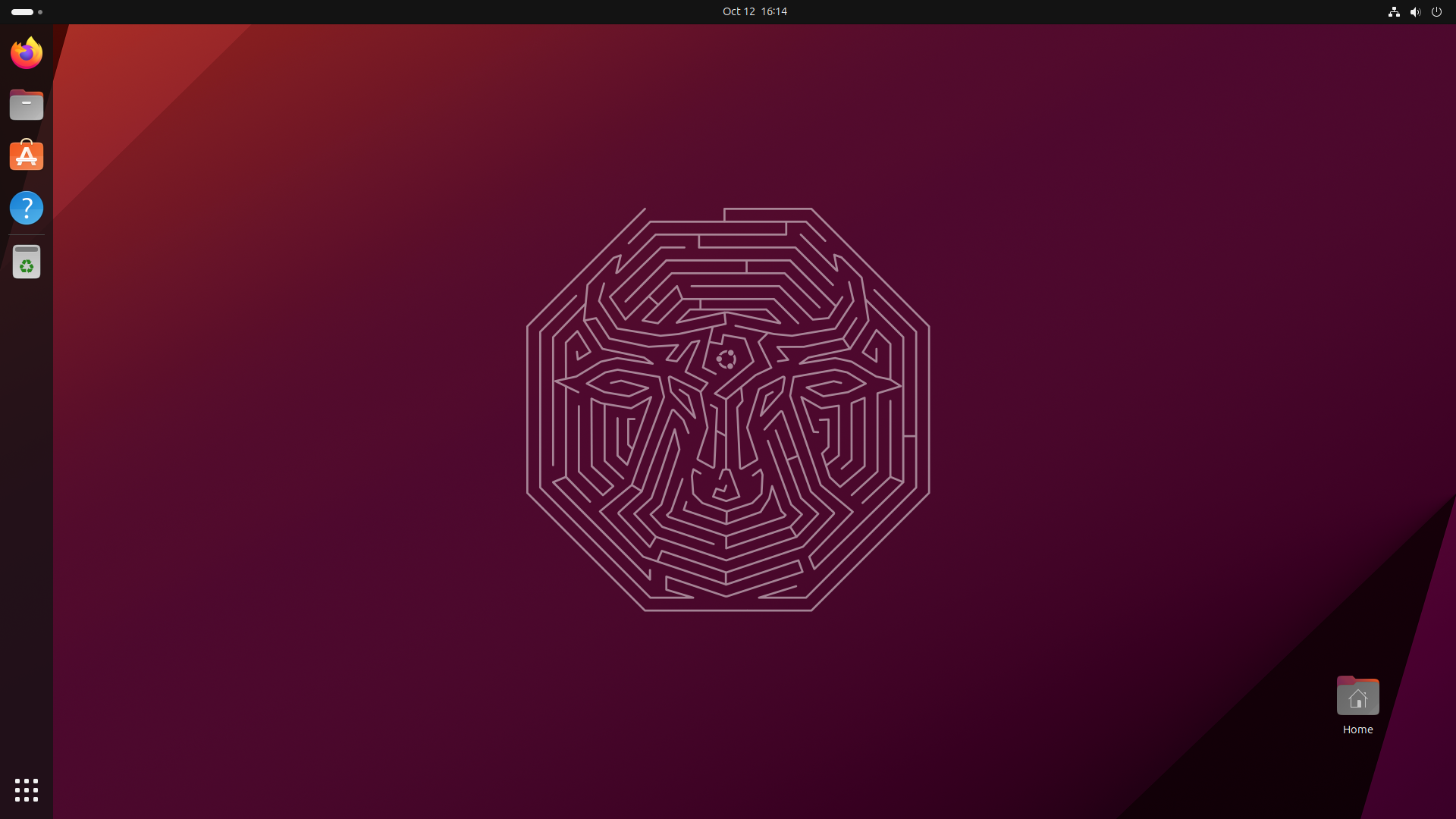
Ubuntu 23.10 Mantic Minotaur (Mantyczny Minotaur)
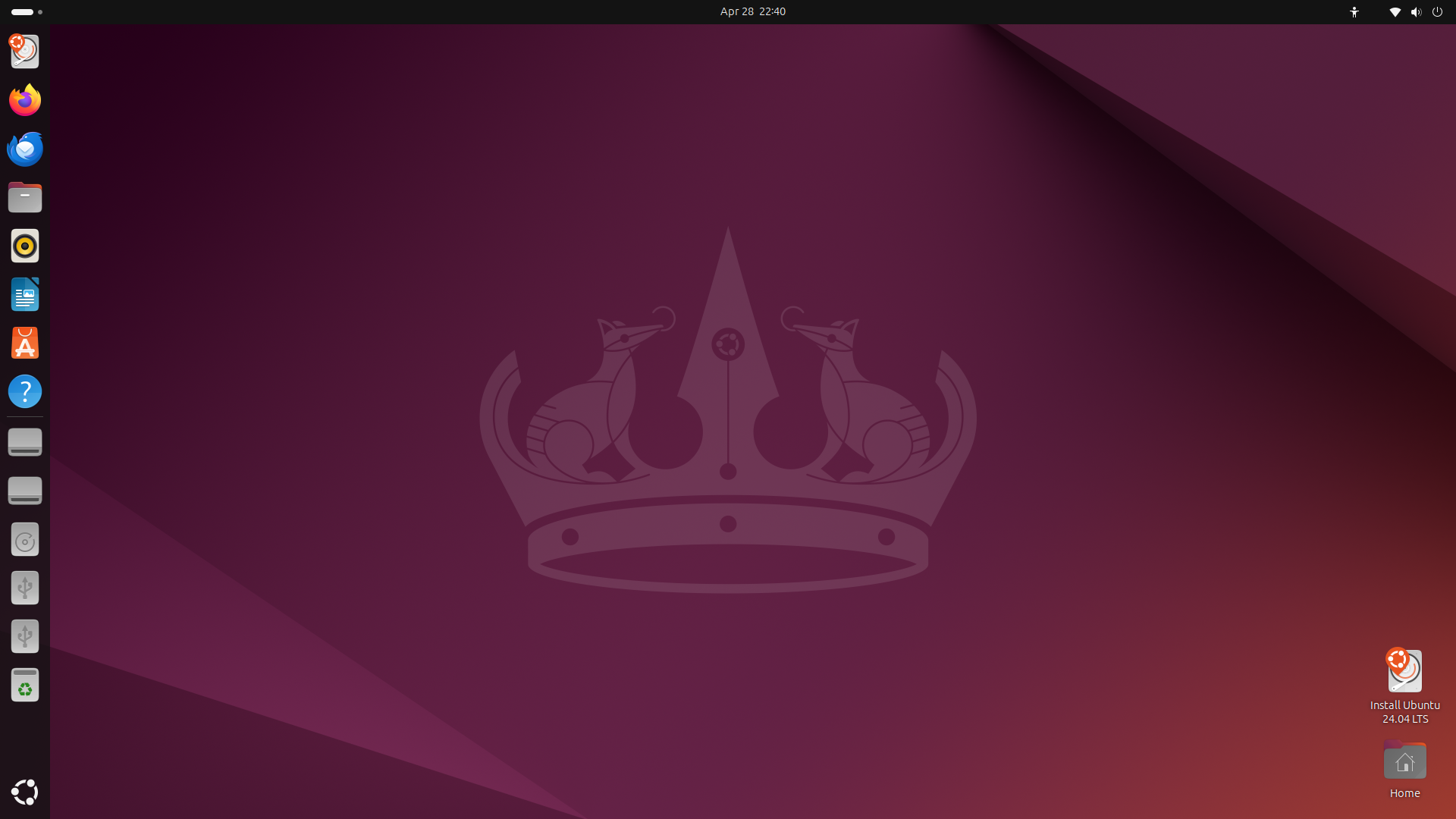
Ubuntu 24.04 LTS Noble Numbat (Szlachetny Mrówkożer)
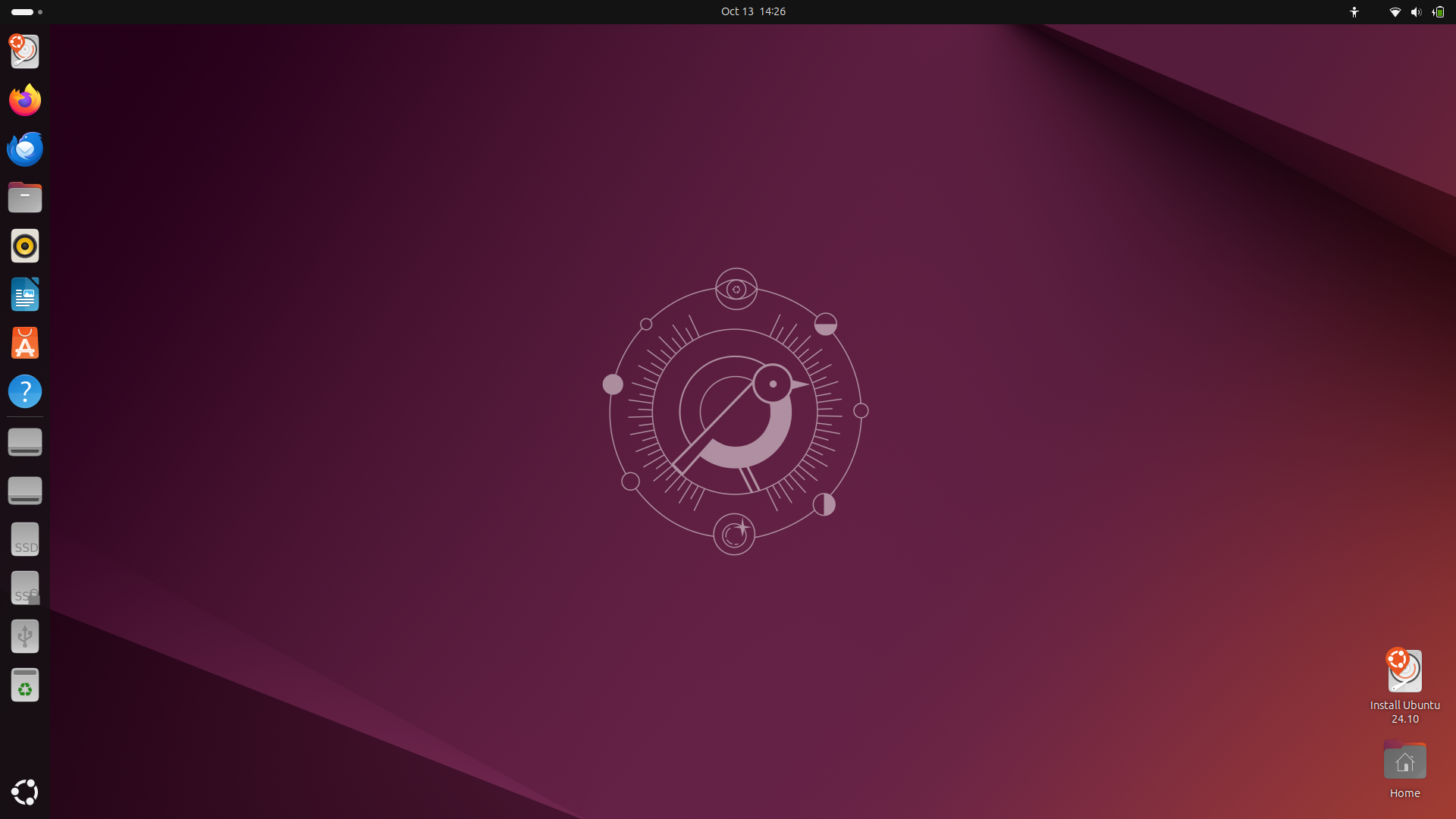
Ubuntu 24.10 Oracular Oriole (Wróżąca Wilga)
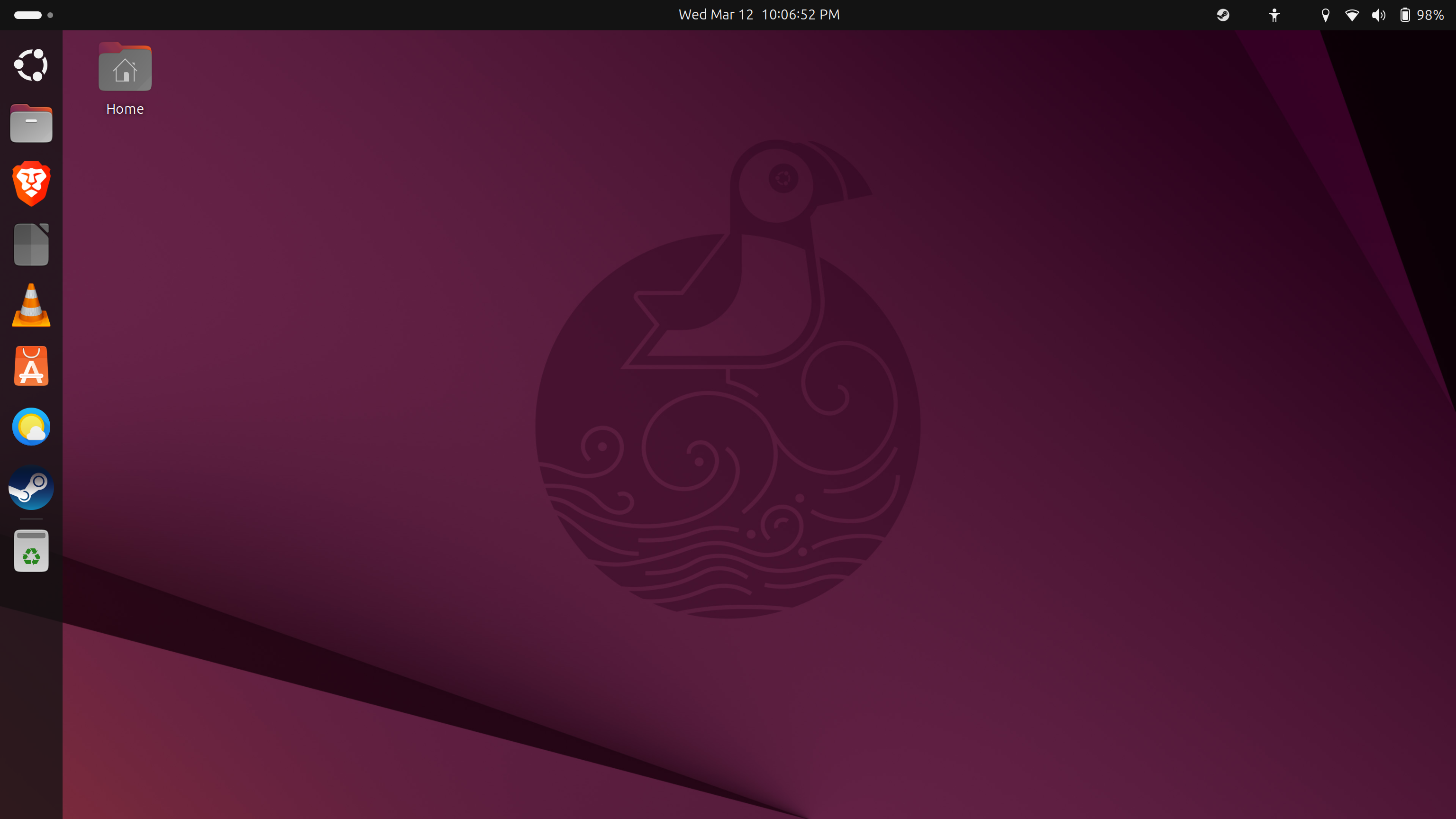
Ubuntu 25.04 Plucky Puffin (Dzielny Maskonur)